# Thaddeus Stevens

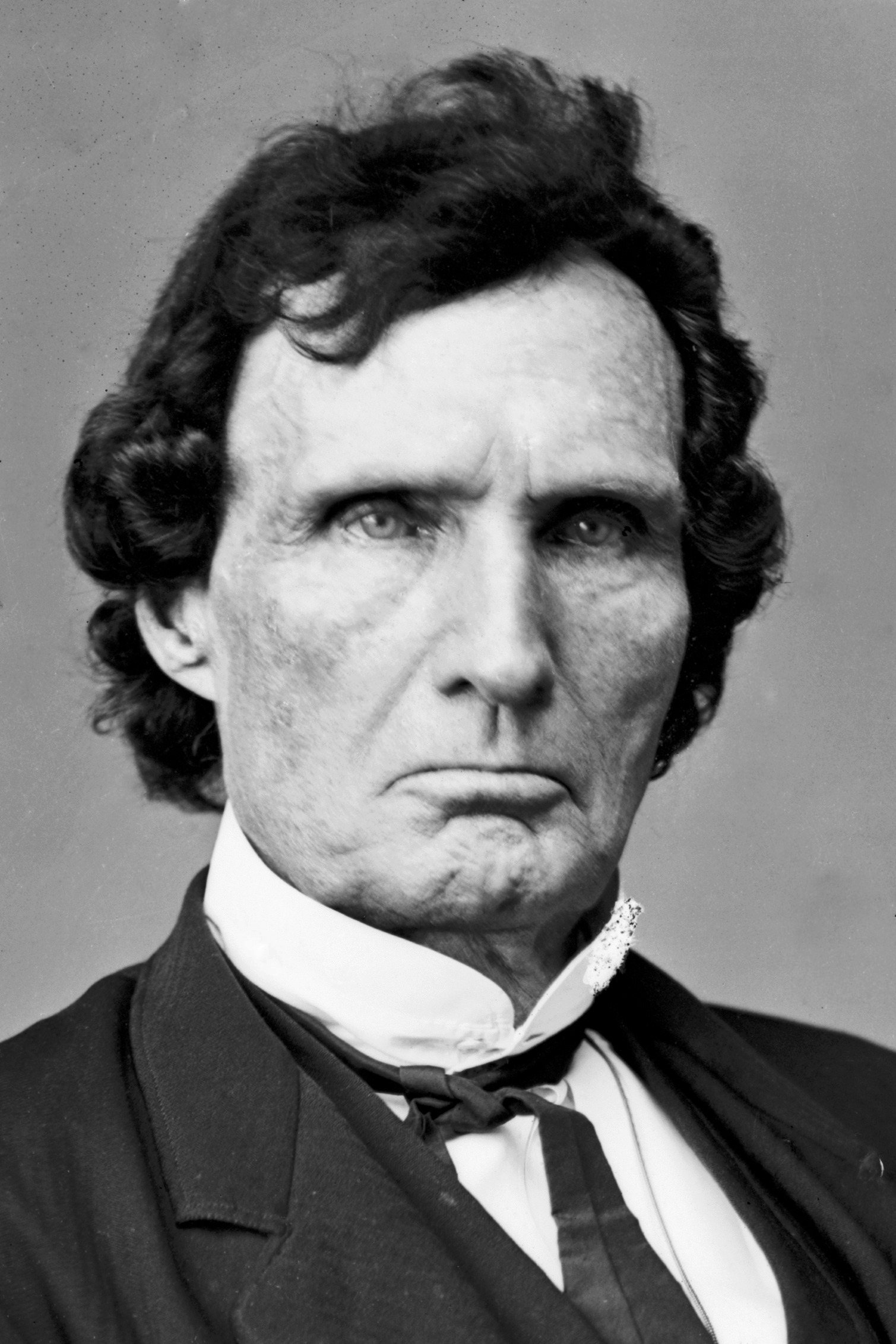
Thaddeus Stevens (zwischen 1860 und 1868, Mathew B. Brady/Levin Corbin Handy)

Thaddeus Stevens (* 4. April 1792 in Danville, Caledonia County, Vermont; † 11. August 1868 in Washington, D.C.), auch bekannt als „The Great Commoner“ (wörtlich übersetzt „Der große Bürgerliche“ oder „Der große gemeine Mann“), war ein amerikanischer Rechtsanwalt, Politiker und engagierter Gegner der Sklaverei (Abolitionist).
Nach einem Studium am Dartmouth College erlernte Stevens den Beruf des Rechtsanwalts und praktizierte in Gettysburg und Lancaster. In den 1820er Jahren wurde er politisch immer aktiver und mehrfach für die Anti-Masonic Party („Anti-Freimaurer-Partei“) in das Repräsentantenhaus von Pennsylvania gewählt. Nach dem Niedergang dieser Partei wechselte er zu den Whigs und gewann einen Sitz im Repräsentantenhaus der Vereinigten Staaten. Durch sein abolitionistisches Leitmotiv zunehmend isoliert, verließ er diese Partei nach wenigen Jahren. Nach einer kurzfristigen Verbindung mit der Know-Nothing Party („Nichtswisser-Partei“) gehörte er schließlich dem radikalen, abolitionistischen Flügel der Republikaner an und wurde wieder Kongressabgeordneter.
Während des Amerikanischen Bürgerkriegs drängte er Präsident Abraham Lincoln ständig, die Emanzipation der Sklaven durchzusetzen, was den Weg für die Emanzipationsproklamation und den 13. Verfassungszusatz bereitete. Als Vorsitzender des Committees on Ways and Means hatte er während des Sezessionskriegs eine sehr machtvolle Position inne und galt nicht nur als Wortführer der radikalen Republikaner, sondern des Unterhauses insgesamt. Im Committee on Ways and Means war er an wichtigen Maßnahmen zur Kriegsfinanzierung beteiligt, die neben der Erhöhung und Einführung neuer Steuern und Abgaben unter anderem die Ausgabe von Papiergeld in Form der “Greenbacks” als auch ein neues Bankensystem beinhalteten. Nach dem Sezessionskrieg wirkte er im Reconstruction-Komitee am Entwurf des 14. Verfassungszusatzes sowie den Reconstruction Acts mit. In der Konfrontation zwischen Präsident Andrew Johnson, der eine südstaatenfreundliche Politik verfolgte, und dem Kongress entwickelte sich Stevens zur Schlüsselfigur. Stevens war der maßgebliche Wegbereiter für das Amtsenthebungsverfahren gegen Johnson, das im Senat an der Zweidrittelmehrheit scheiterte.
Zeit seines Lebens betrachtete er die Demokraten als politische Gegner und bekämpfte insbesondere die von Andrew Jackson verfolgte Programmatik. Er war für seine sarkastischen und bissigen Reden bei Gegnern gefürchtet und hatte eine polarisierende Wirkung auf die öffentliche Meinung. Außer für die Bürgerrechte der Afroamerikaner und Befreiung der Sklaven setzte er sich für den Eisenbahnbau, Protektionismus, Papiergeld in Form der “Greenbacks”, Liberalisierung des Strafrechts und freie Bildung ein. So gilt er als Vater der kostenlosen Schulen in Pennsylvania. Neben der politischen Karriere betätigte er sich erfolgreich als Anwalt, so dass er dadurch bereits vor seiner politischen Karriere überregionale Bekanntheit erlangte. Ein Schwerpunkt war die Verteidigung geflohener Sklaven. Außerdem war er Mitglied in der Underground Railroad.

## Leben

### Erziehung und Ausbildung

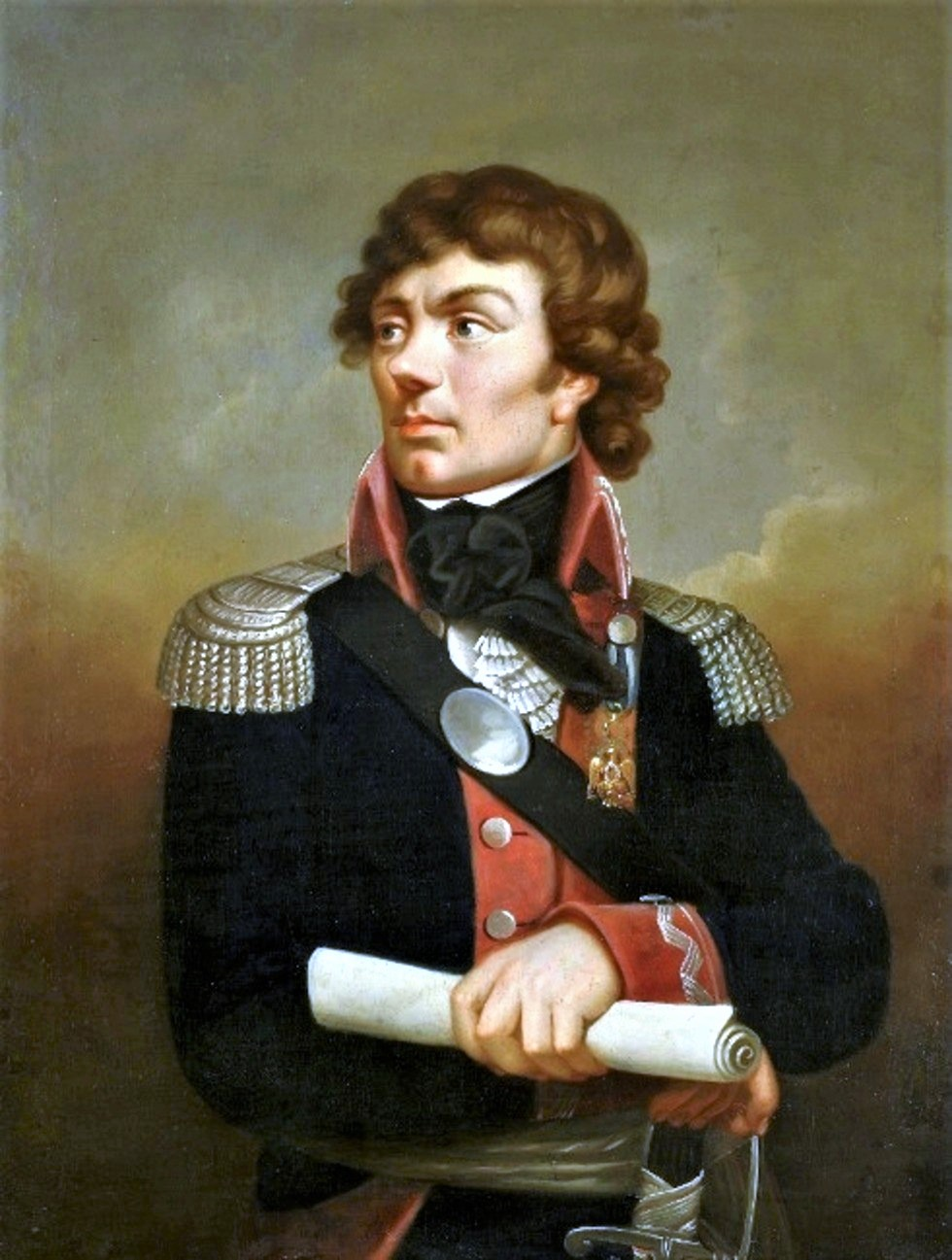
Tadeusz Kościuszko (Gemälde von Karl Gottlieb Schweikart (nach 1802)), der Namensgeber für Thaddeus Stevens

Stevens kam im April 1792 als zweitgeborenes von vier Kindern der Eheleute Joshua Stevens und Sarah Morril zur Welt, die einige Jahre zuvor aus Methuen (Massachusetts) nach Danville umgezogen waren. Der mit einem Klumpfuß geborene Thaddeus wurde nach dem Polen Tadeusz Kościuszko benannt, der im Amerikanischen Unabhängigkeitskrieg an der Seite von George Washington gekämpft hatte. Als kontroverse politische Figur, die er später war, wurde von seinen Gegnern selbst das Geburtsdatum instrumentalisiert, um ihn zu diskreditieren. So streuten sie das Gerücht, er sei erst 1793 als unehelicher Sohn von Charles-Maurice de Talleyrand-Périgord geboren worden, der zu dieser Zeit in den Vereinigten Staaten geweilt habe und ebenso unter einem Klumpfuß gelitten hatte. Obwohl diese Behauptung erwiesenermaßen falsch war, begleitete sie Stevens zeit seines Lebens. Joshua Stevens war Schuhmacher und Landvermesser, der unter anderem eine neue, als maßgeblich geltende Karte von Danville erstellt hatte. Er galt als zügellos und stand im Ruf, stärkster Ringkämpfer im County zu sein. Als Stevens zwölf Jahre alt war, verließ der Vater die Familie. Er fiel im Jahr 1814 bei der Schlacht um Fort Oswego während des Britisch-Amerikanischen Kriegs. Nach dem Verschwinden des Vaters baute Stevens zur alleinerziehenden Mutter eine besonders enge Bindung auf, die die Familie mit einer kleinen Farm und der Arbeit als Krankenpflegerin über Wasser hielt. Als er später zu Wohlstand gelangt war, schenkte er ihr eine größere Farm mit Milchwirtschaft. Obwohl sie eine sehr religiöse Baptistin war, wurde Stevens sein Leben lang kein Mitglied einer christlichen Gemeinde.
Wahrscheinlich um ihrem zweitgeborenen Sohn Thaddeus eine gute Ausbildung zu ermöglichen, zog Sarah Morril im Jahr 1807 in das südlich von Danville gelegene Peacham. Dort besuchte er die Caledonia Grammar School, die auch als Peacham Academy bekannt war. Stevens zeigte dort ein gutes Leistungsbild und führte bald die „politische“ Schülerfraktion an, denen die „scholastische“ Gruppe von Wilbur Fisk gegenüberstand, dem späteren ersten Präsidenten der Wesleyan University. 1811 schrieb sich Stevens erst am Dartmouth College in Hanover (New Hampshire) ein, wechselte aber schnell an die University of Vermont. Auch hier entpuppte er sich als fleißiger Student; kurz vor der Abschlussfeier 1813 wurde ein von ihm geschriebenes Drama in drei Akten aufgeführt. Andererseits stand er einmal kurz vor dem Ende seiner akademischen Laufbahn, als er und ein Kommilitone die Kuh eines Bauern töteten, die trotz eines entsprechenden Verbots auf dem Campus graste. Als ein unschuldiger Student in Verdacht geriet und entlassen zu werden drohte, suchten sie den Bauern auf und einigten sich mit ihm: Sie zahlten ihm den doppelten Wert des Verlusts aus und er gab im Gegenzug zu Protokoll, dass die Kuh von Soldaten getötet worden war. Zu dieser Zeit erlebte er, wie ein Freund nach starkem Alkoholmissbrauch starb, weshalb er danach nur sehr selten trank und später im Vorstand der Temperenzbewegung von Gettysburg saß. Die Universität musste wegen des Britisch-Amerikanischen Kriegs ihren Betrieb im Jahr 1814 einstellen, so dass Stevens nach Dartmouth zurückkehrte, um sein Studium abzuschließen.

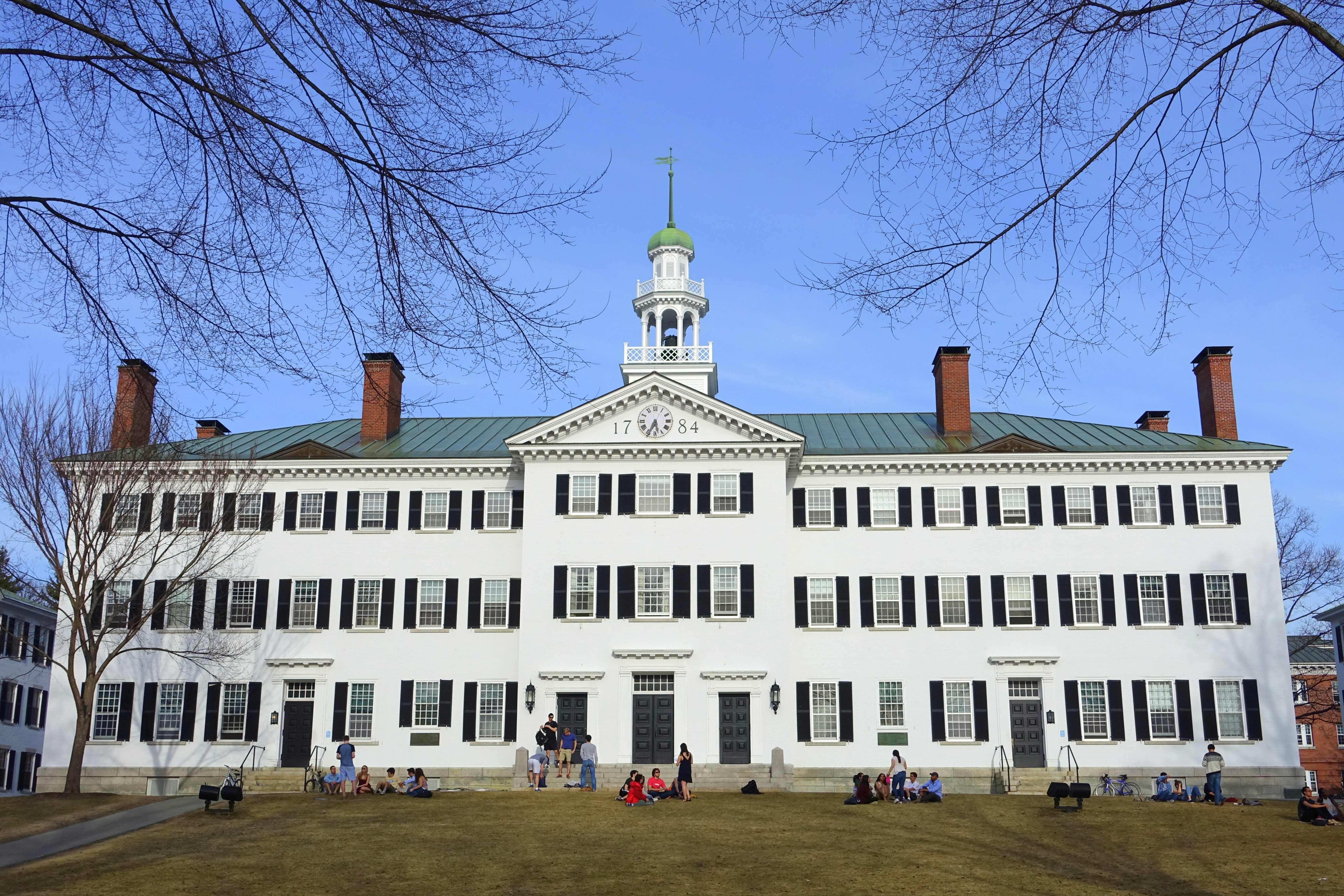
Dartmouth Hall (2015)

In seinem Jahr als Senior in Hanover war Stevens schwerpunktmäßig mit den Fächern Metaphysik, Theologie und „politisches Recht“ beschäftigt. Er schloss sein Studium im August 1814 erfolgreich ab und verließ das Dartmouth College mit einem sehr guten Bildungsstand, den er durch beflissene Lektüre ständig ausbaute. Allerdings machte er sich schon hier die ersten Feinde, wozu vor allem seine Eigenheit beitrug, in Auseinandersetzungen seinen Kontrahenten mit ausgesprochener Schärfe und Sarkasmus zu begegnen. Dennoch stand er mit den Kommilitonen in völlig ungezwungener Korrespondenz. Später wurde ihm angelastet, seine Feindschaft gegenüber der Freimaurerei rührte daher, dass er am Dartmouth College nicht in die Studentenverbindung Phi Beta Kappa aufgenommen worden sei. Wahrscheinlich liegt diese Einstellung jedoch einfach darin begründet, dass die Freimaurerlogen zu dieser Zeit Behinderten wie ihm die Mitgliedschaft verweigerten. Eine andere Falschmeldung zu Stevens, die noch 1955 von dem angesehenen Schriftsteller Ralph Korngold wiederholt wurde, besagte, dass er ohne Abschluss vom College verwiesen wurde. Diesem Irrtum liegt eine Verwechslung mit Stevens Neffen zugrunde, der ebenfalls Thaddeus hieß.
Nach dem Abschluss kehrte Stevens zuerst nach Peacham zurück, wo er an seiner früheren Schule Unterricht gab. Daneben begann er bei einem in der Nachbarschaft lebenden Richter mit ersten Studien in der Rechtslehre. Er verliebte sich in eine Pfarrerstochter, war aber zu zurückhaltend und mittellos, um ihr ernsthafte Avancen zu machen. Im Februar 1815 zog Stevens nach York (Pennsylvania), wo sein Kommilitone und Freund Samuel Merrill bereits beruflich Fuß gefasst hatte. Schon zu dieser Zeit waren bei ihm die Überzeugungen ausgeformt, für die er später berühmt werden sollte, nämlich seine Verachtung für die Aristokratie und im Gegenzug eine große Sorge für alle armen und benachteiligten Gesellschaftsgruppen. Inwiefern die eigene Behinderung, der sich Stevens immer bewusst war, dabei ausschlaggebend war, ist eine ungeklärte Frage. Zu diesen Einstellungen kamen als weitere charakteristische Eigenschaften sein ausgeprägter Zynismus hinzu, der jedoch nicht religiöse Glaubensvorstellungen ins Visier nahm, sondern ein ausgesprochen negatives Menschenbild zum Inhalt hatte, und seine kompromisslose Ehrlichkeit. Laut Edward McPherson, einem Parteifreund von Stevens, warfen ihm selbst die größten Feinde niemals vor, Unwahrheiten zu verbreiten.
In York arbeitete Stevens als Lehrer an der York Academy und lernte Recht bei dem lokalen Anwalt David Cassat. Im August 1816 hielt er die Zeit für gekommen, seine Anwaltszulassung zu erlangen. Da er in York eine formale Eingangsvoraussetzung nicht erfüllte, reiste er Mitte September in das Harford County, um hier in Bel Air seine Prüfung abzulegen. Nachdem er dem dortigen Ausschuss zu dessen Zufriedenheit Rede und Antwort gestanden sowie mit mehreren Flaschen Madeira auch dessen geistiges Wohl sichergestellt hatte, erhielt er am nächsten Morgen von Stevenson Archer die Anwaltszulassung ausgehändigt. Sofort danach begab sich Stevens auf die Suche nach einer geeigneten Stadt für die Eröffnung einer eigenen Anwaltskanzlei. Da er Lancaster als zu teuer für den Anfang erachtete, entschied er sich für Gettysburg. Hier bezog er im Oktober sein erstes Anwaltsbüro. Die Räumlichkeiten befanden sich innerhalb des Gettysburg Hotels, das noch heute in unmittelbarer Nähe des County Courthouses steht.

### Anwalt in Gettysburg
Das erste Jahr als Anwalt gestaltete sich schwierig. Stevens bekam nur wenige, zumeist geringfügige Fälle und dachte schon daran, die Praxis aufzugeben. Die Wende brachte ein Mordprozess im Sommer 1817, bei dem er den angeklagten Landarbeiter vertrat. Letztendlich konnte er die Todesstrafe nicht verhindern, aber sein Plädoyer auf Unzurechnungsfähigkeit machte auf Gericht und Publikum einen derart exzellenten Eindruck, dass danach an Klienten kein Mangel mehr herrschte. Bald war er einer der führenden Anwälte im Adams County und galt als einer der fähigsten im gesamten Bundesstaat. Er glänzte im Gerichtssaal mit klarer Sprache, argumentativer Überzeugungsstärke und großem Geschick in der Vernehmung von Zeugen. So gewann er von den ersten zehn Berufungsverfahren, die er bis 1830 vor den Supreme Court of Pennsylvania brachte, neun Fälle und litt nie wieder unter einem Mangel an Klienten. Positiv machte sich für Stevens später zudem das Auftreten auf der politischen Bühne bemerkbar, das seiner Anwaltspraxis immer größere Prominenz verschaffte. Im Jahr 1821 übernahm er einen Fall, der wahrscheinlich seine Haltung zur Sklaverei nachhaltig prägte, als er den Sklavenhalter Norman Bruce aus Maryland vertrat und ihm dazu verhalf, seine Besitzansprüche gegen die in Pennsylvania lebende Afroamerikanerin Charity Butler und ihre Kinder durchzusetzen. Stevens, der sich bis dahin nie in dieser Frage geäußert hatte, verurteilte nach diesem Prozess, möglicherweise aufgrund seines schlechten Gewissens, die in den Südstaaten euphemistisch als “peculiar institution” („besondere Institution“) bezeichnete Sklaverei und vertrat seitdem entflohene Sklaven.

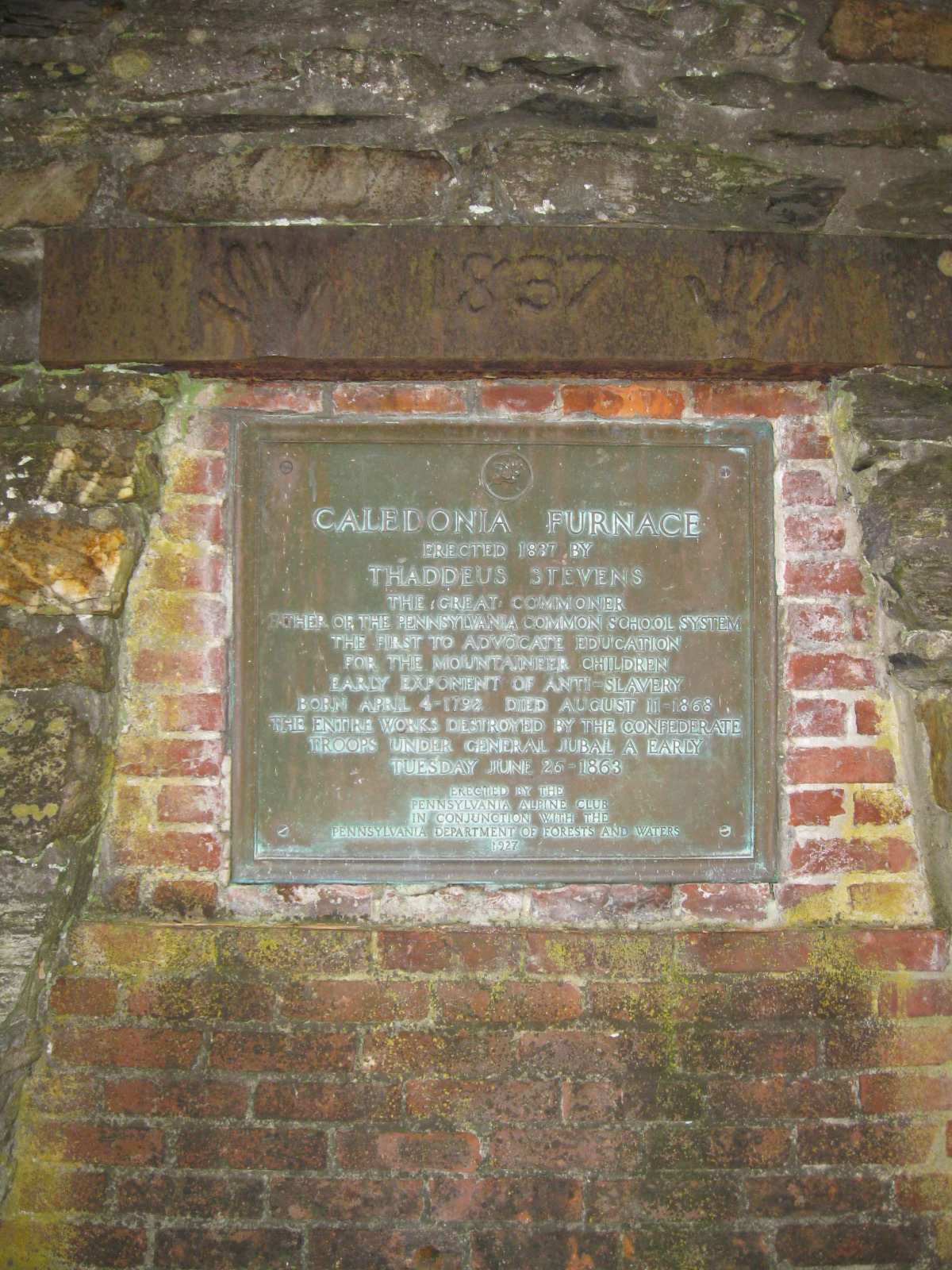
Überreste eines Hochofens mit Informationstafel im Caledonia State Park (2009)

Neben seiner Anwaltspraxis betätigte sich Stevens als Investor in zahlreichen Geschäftsfeldern. So war er binnen neun Jahren nach seiner Ankunft in Gettysburg der größte Immobilienbesitzer im Ort. Ab 1826 finanzierte er mehrere Unternehmen in der Eisenverhüttung in Form von Hochöfen in den nahegelegenen Bergen. Deren wichtigster war die nach seiner Heimat benannte Caledonia Forge. Langfristig bescherte ihm dieses Investment jedoch mehr Ärger als Gewinn. Dennoch hielt er an den Hochöfen in Zeiten fehlenden Profits fest, da ihm sehr am Wohl seiner Mitarbeiter lag. Enge Freunde während seiner Zeit in Gettysburg wurden für Stevens der Banker John B. McPherson und der Sozietätspartner George Smyser. In der Freizeit war er ein eingefleischter Glücksspieler, der sich auch von großen Verlusten nicht abschrecken ließ, und ging regelmäßig auf Fuchsjagd. Im Mai 1822 gewann er die Wahl zum Stadtrat. In den politischen Debatten zu dieser Zeit positionierte er sich klar als Gegner von Andrew Jackson. Anders als die Jacksonian Democrats befürwortete er Schutzzölle und die Finanzierung von Verkehrsbauprojekten mit Bundesmitteln. Außerdem war er im Gegensatz zu den Demokraten für den Fortbestand der Second Bank of the United States, mit deren Präsident Nicholas Biddle er in Rechtsverkehr stand. Diese bankenfreundliche, für Protektionismus und Infrastrukturmaßnahmen eintretende Position wurde bald als American System bekannt. Dementsprechend engagierte sich Stevens bei den Gouverneurswahlen von Pennsylvania 1823 für den Kandidaten der Jackson-Gegner, Andrew Gregg. Im folgenden Jahr betätigte er sich bei den Präsidentschaftswahlen als Wahlkampfhelfer für John Quincy Adams, in diesem Falle mit mehr Erfolg. Während eines Falls hatte er im Jahr 1827 mit James Buchanan zu tun, der sich vergeblich darum bemühte, Stevens für die Jacksonian Democrats zu gewinnen.
Bei den Präsidentschaftswahlen 1828 engagierte er sich wieder für Adams und die National Republican Party, in der sich die Jackson-Gegner sammelten, ohne dessen Sieg verhindern zu können. Außerdem war er in herausgehobener Stellung an einer Petition an die State Legislature beteiligt, die eine Eisenbahnstrecke von Gettysburg bis an den Monocacy River forderte. Im Verlauf seiner weiteren politischen Karriere setzte er sich stets für den Eisenbahnbau ein. Ein anderes Feld, auf dem sich Stevens engagierte, war die Bildung. Schon seit 1824 saß er im Verwaltungsrat der Gettysburg Academy, einer Internatsschule, und engagierte sich auch finanziell in Einrichtung und Betrieb des Pennsylvania Colleges, dem heutigen Gettysburg College. Als im September 1824 eine junge Afroamerikanerin, die gerüchtehalber von einem weißen Mann schwanger war, tot in einem Teich im Adams County aufgefunden wurde, versuchten seine Gegner selbst noch Jahre später, Stevens mit diesem mutmaßlichen Mord in Verbindung zu bringen, ohne seinen Namen explizit in der lokalen Presse zu nennen. Im Juni 1831 strengte er erfolgreich sowohl straf- als auch zivilrechtlich eine Verleumdungsklage gegen den Herausgeber des Gettysburg Compilers, Jacob Lefever, an, als dort in der Berichterstattung über ihn erneut auf diesen Vorfall angespielt wurde. Obwohl die Mordvorwürfe jeder Substanz entbehrten, widmete Stevens Biograph Fawn Brodie in seinem Buch Thaddeus Stevens: Scourge of the South diesem Vorfall ein ganzes Kapitel. Andere Gegner kreideten Stevens unlautere Geschäftsmethoden an, aber der Supreme Court of Pennsylvania entlastete ihn in einem entsprechenden Verfahren.

### Politische Anfänge in derAnti-Masonic Party
Ab den späten 1820er Jahren wurde Stevens in der Anti-Masonic Party („Anti-Freimaurer-Partei“) aktiv, die sich nach der Entführung und wahrscheinlichen Ermordung von William Morgan im Jahr 1826 bildete. Vor dem Hintergrund des Absinkens der Föderalistischen Partei in die politische Bedeutungslosigkeit sammelten sich dort neben Bürgern, die den Freimaurern als elitärer Geheimorganisation zutiefst misstrauten, vermehrt Jackson-Gegner. Stevens, der seit dem Studium die Logen als nur den Interessen der Mächtigen dienende Gruppierungen ablehnte, wurde nach dem Morgan-Fall noch aggressiver in seiner Rhetorik gegen diese Organisation, wofür er immer mehr Kritik erntete. Möglicherweise lag dem Eifer gegen die Freimaurer neben ihrer Ablehnung von körperlich beeinträchtigten Menschen wie ihn auch persönliche Frustration über seinen Haarausfall zugrunde, der just zu der Zeit begann, als die Anti-Freimaurer als politische Kraft entstanden. Obwohl ihn dieses Leiden wahrscheinlich in seinem Stolz verletzte, legte er so wenig Wert auf sein Äußeres, dass er typischerweise schlecht sitzende Perücken trug. Die Anti-Masonic Party Pennsylvanias tagte erstmals im Juni 1829 in Harrisburg und kurz darauf in Gettysburg, wo Stevens Mitglied im Beschlusskomitee wurde. Bei den Wahlen zur State Legislature in diesem Jahr gewannen sie das Adams County für ihren Gouverneurskandidaten Joseph Ritner, der am Ende dem Demokraten George Wolf unterlag. Im Januar 1830 beschlossen die Anti-Freimaurer des Countys die Gründung einer Zeitung und beauftragten Stevens mit der Suche nach einem Herausgeber für den Anti-Masonic-Star. Im September dieses Jahres wurde Stevens auf dem Parteikonvent Pennsylvanias als Teilnehmer für den Bundesparteitag in Philadelphia ausgewählt, der sein erster Auftritt auf nationaler Bühne wurde.
Auf der Anti-Masonic National Convention traf er Politiker wie William H. Seward und Francis Granger, die sich kurz darauf zu bedeutsamen Führungsfiguren entwickelten. Für sein Hauptbegehren, die Nominierung eines eigenen Präsidentschaftskandidaten sowie Running Mates für die Wahlen 1832, fand Stevens vorerst keine Mehrheit. Er verfolgte dieses Vorhaben im folgenden Jahr weiter und versuchte vergeblich, den früheren Bundesrichter und Minister John McLean zu einer Kandidatur zu überreden. Zwar nominierte der nationale Parteitag 1831 mit William Wirt schließlich doch einen eigenen Präsidentschaftskandidaten, aber Stevens war mit dieser Personalie unzufrieden, da dieser ein früherer Freimaurer war. Dennoch beteiligte er sich intensiv am Wahlkampf im Folgejahr, dessen Ausgang wenig erfolgreich war, da sowohl Präsident Jackson als auch Gouverneur Wolf in ihren Ämtern bestätigt wurden. Stevens eigene Kandidatur für das Amt des städtischen Attorneys in Gettysburg war bereits im Frühjahr 1832 gescheitert.
Kurz nach der Präsidentschaftswahl erschütterte die Nullifikationskrise das Land, als sich South Carolina unter Führung von John C. Calhoun weigerte, die vom Kongress beschlossenen Zollgesetze von 1832 anzuerkennen. Angesichts der damit verbundenen Gefährdung der amerikanischen Union solidarisierte sich Stevens mit Jackson, der gegen die Nullifizierer vorging. Trotzdem bekämpfte er weiter die Demokraten und veröffentlichte als Vorsitzender einer Untersuchungskommission im Juni 1833 einen Bericht, der diesen vorwarf, mit einem gefälschten Brief Gouverneurskandidat Ritner geschadet zu haben. Im September 1833 nominierten ihn die Anti-Freimaurer für einen Sitz im Repräsentantenhaus von Pennsylvania und kurz darauf gewann Stevens die Wahl. Im Dezember 1833 fand er sich zu Beginn der bis zum April des Folgejahres dauernden Sitzungsperiode der Pennsylvania General Assembly in Harrisburg ein. Stevens wurde Mitglied des Justizausschusses und später des „Landausschusses“ (“Committee on Lands”).

### Im Repräsentantenhaus von Pennsylvania

#### Bekämpfung der Freimaurerei und Vater der kostenlosen Schulen Pennsylvanias
Auch im Kongress blieb sein Hauptanliegen die Bekämpfung des Freimaurertums. Stevens wurde Vorsitzender eines entsprechenden Untersuchungsausschusses, aber als er die Vollmacht einforderte, Personen vorzuladen und Dokumente einzusehen, wurde ihm dies verwehrt. Letztendlich reichte es nur für einen Abschlussbericht, in dem Stevens auf die Gefährlichkeit der Logen hinwies und die unzureichenden Befugnisse seines Ausschusses kritisierte. Obwohl weitgehend erfolglos, fand sein Feldzug in vielen Städten Pennsylvanias Unterstützer und landesweit ein Presseecho. Er bemühe sich des Weiteren um ein Verbot der Todesstrafe sowie die Einberufung eines Verfassungskonvents für Pennsylvania. Außerdem setzt er sich weiterhin gegen die Jacksonian Democracy ein und versuchte vergeblich eine Resolution zu verhindern, die die Second Bank of the United States verurteilte. Das möglicherweise wichtigste Projekt für Stevens im Repräsentantenhaus war, finanzielle Unterstützung für das Pennsylvania College zu gewinnen, womit er der Parteilinie der Anti-Freimaurer zuwiderlief.
Im Mai 1834 war Stevens Delegierter auf einem Konvent von Jackson-Gegnern in Harrisburg, der zur Geburtsstunde der Whigs in Pennsylvania wurde. Obwohl er die Gründung einer neuen Partei ablehnte, ging er mit ihr eine Allianz ein, die sich wegen seiner ausgeprägten Freimaurerfeindlichkeit als spannungsreich erwies. Dennoch wählten ihn die Anti-Freimaurer dazu aus, den führenden Whig Daniel Webster nach Gettysburg einzuladen. Trotz erbitterter innerparteilicher Gegner, die ihm den Einsatz für das Pennsylvania College und kostenlose Bildung im Repräsentantenhaus vorhielten, wurde Stevens erneut in das Unterhaus Pennsylvanias gewählt, wobei ihm vor allem die Stimmen der Farmer und Deutschamerikaner zugutekamen. Nunmehr galt er bereits als einer der prominentesten Abgeordneten in der Assembly. Während dieser Sitzungsperiode widmete er sich vor allem der Bildungsfrage mit dem Ziel, allen Kindern einen kostenlosen Schulbesuch zu ermöglichen. Für dieses Anliegen ging er sogar eine Allianz mit Gouverneur Wolf ein, der nicht nur Demokrat, sondern auch Freimaurer war.
Nachdem der vergangene Kongress der Assembly auf Drängen von Wolf ein Gesetz für die Schaffung kostenloser Schulen verabschiedet hatte, zeichnete sich im Repräsentantenhaus eine Mehrheit für einen Widerruf dieser Gesetzgebung ab. Um dieses Vorhaben zu stoppen, hielt Stevens am 11. April 1835 eine Rede. Er führte unter anderem an, dass selbst eine konservative Monarchie wie das Königreich Preußen ihren Untertanen kostenlose Bildung ermöglichte, und kritisierte, dass die Bürger Pennsylvanias zwar bereitwillig Steuern für Gerichte und Gefängnisse bezahlten, für Bildung aber nicht dazu bereit seien. Er verwies auf den Vorbildcharakter des Bildungssystems von Neuengland, das zum Beispiel zum späteren Nutzen Philadelphias Benjamin Franklin hervorgebracht habe. Die zweistündige Rede Stevens’ entfaltete derart überzeugende Wirkung, dass das Repräsentantenhaus das Gesetz bestätigte und er seitdem als Vater der kostenlosen Schulen in Pennsylvania gilt. Außerdem setzte er sich während dieser Sitzungsperiode für die Abschaffung von Schuldgefängnissen ein und bekämpfte weiterhin die Politik Jacksons.
Bei den Wahlen im Herbst 1835 profitierten Whigs und Anti-Masonic Party von der Spaltung der Demokraten, die sich wegen des von Gouverneur Wolf unterstützten Schulgesetzes zerstritten hatten. So wurde Stevens erneut in das Repräsentantenhaus von Pennsylvania gewählt und Ritner zum Gouverneur. In der Assembly hatten Whigs und Anti-Freimaurer nun eine Mehrheit. Stevens bekam den Vorsitz in einem Untersuchungsausschuss zum „Übel der Freimaurerei“. Erst in der Kammer des Supreme Courts tagend, mussten die Anhörungen wegen des Besucherandrangs bald in einen Sitzungssaal der State Legislature verlegt werden. Stevens leitete die Sitzungen in autoritärer Manier und lud angesehene Politiker wie Wolf, George M. Dallas und Francis Rawn Shunk vor. Schnell wurde er mit dem Vorwurf konfrontiert, den Untersuchungsausschuss im Stile eines Hexenprozesses durchzuführen. Zwar gelang es ihm, ein Gesetzesverbot von Geheimgesellschaften durch die Assembly zu bringen, aber die Passage gegen freimaurerische Richter wurde gestrichen. Am Ende schadete sich Stevens mit diesem Feldzug mehr, als dass er davon politischen Gewinn davontrug. Erfolgreich war er bei der Neugründung der Second Bank of the United States, deren Lizenz als Zentralbank von Washington nicht verlängert wurde, als Privatbank in Pennsylvania, wofür der Bundesstaat im Gegenzug Bonuszahlungen einstrich.

#### Verfassungskonvent und “Buckshot War”
Stevens’ Beziehung zu den Whigs war zu dieser Zeit nicht einfach. Angesichts der kommenden Präsidentschaftswahl kontaktierte er den aussichtsreichsten Kandidaten der Whigs, William Henry Harrison, um seine Einstellung zur Freimaurerei zu erfahren, ohne eine verbindliche Antwort zu erhalten. Im Dezember 1835 kam es zur Spaltung der Anti-Masonic Party, als ein Lager auf einen eigenen Nominierungsparteitag verzichten und die Wahl von Harrison unterstützen wollte. Daher beschlossen Stevens und seine Anhänger auf einem eigenen Parteitag im Mai 1836, weder für Harrison noch für den Demokraten Martin Van Buren eine Wahlempfehlung abzugeben, sondern forderten von beiden, dass sie keine Freimaurer als Minister berufen. Kurz vor dem Wahltag entschlossen sie sich zur Unterstützung Harrisons. Unabhängig davon stimmte Stevens im Repräsentantenhaus meist mit den Gesetzesinitiativen der Whigs. Bei der Neueinteilung der Wahlkreise während dieser Legislaturperiode konnte Stevens einen Zuschnitt erreichen, der für Whigs und Anti-Freimaurer vorteilhaft war. Als politisches Hauptanliegen kristallisierte sich zu dieser Zeit immer mehr der Kampf gegen die Sklaverei heraus. Hatte er noch 1835 die Abolitionisten als zu provokativ verurteilt, die Einmischung in die Angelegenheiten der Sklavenstaaten abgelehnt und früher die Repatriierung der Schwarzen nach Afrika befürwortet, unterstützte er ab dem Jahr 1836 die abolitionistische Bewegung. Wie bei vielen anderen Abolitionisten radikalisierte sich sein Kampf gegen die Sklaverei in den 1850er Jahren. So brachte er im Frühsommer 1836 eine in der Assembly letztlich abgelehnte Resolution ein, die das Recht des Bundeskongresses feststellte, im District of Columbia die Sklaverei zu verbieten.

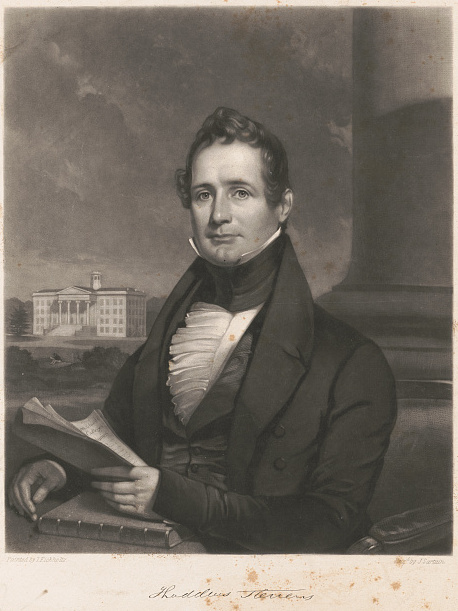
Stevens auf einem Mezzotinto-Druck (John Sartain, 1838)

Die Spaltung von Dezember 1835 hatte die Anti-Freimaurer ernsthaft geschwächt und Stevens mit seinem Verhalten so viele Whigs abgeschreckt, dass er im September 1836 seinen Sitz in der Assembly an den vergleichsweise unbekannten William McCurdy verlor. Nach einer Wiederannäherung an die Whigs wurde er im Mai 1837 in den Verfassungskonvent des Bundesstaats gewählt. Stevens’ Weigerung, im vollen Umfang mit den Whigs zu kooperieren, verhinderte, dass er dort für seine Ideen fruchtbaren Boden fand. Letztlich konnte er nur hinsichtlich des Schutzes der Second Bank of the United States, deren Auflösung die Demokraten anstrebten, einen bedeutenden Erfolg erzielen. Ein von den Demokraten zeitgleich angestrengter Untersuchungsausschuss, der Stevens Korruption im Zusammenhang mit der Neugründung von Biddles Bank in Pennsylvania nachweisen sollte, fand mit seinen Empfehlungen in der Assembly keine Mehrheit. Bei seinen wichtigsten Anliegen – den Bürgerrechten von Afroamerikanern und der kostenlosen Schulbildung – konnte Stevens nichts erreichen. Auf dem Verfassungskonvent trat er erstmals als der bedeutendste politische Führer im Kampf gegen die Sklaverei in Erscheinung und löste damit im antiabolitionistisch gesinnten Konvent Empörung aus. So stellte er zum Beispiel das demokratische Vorhaben, freien Schwarzen per Verfassung die Einreise nach Pennsylvania zu verbieten, mit eindeutigen Kraftausdrücken bloß. Letztendlich konnte er aber nicht verhindern, dass den Afroamerikanern das Wahlrecht versagt wurde. Bei den Befugnissen des Gouverneurs, die die Demokraten beschneiden wollten, konnte er einen Teilerfolg erzielen und ihm das Recht auf Berufung von Bezirksrichtern und Attorneys sichern. Am Ende verweigerte er die Unterschrift unter das beschlossene Verfassungsdokument.
Der nur schwach besuchte Parteitag der Anti-Freimaurer Pennsylvanias vom Mai 1837 offenbarte die schwindende Bedeutung dieser Bewegung. Im Adams County blieb sie sehr aktiv und nominierte Stevens im September 1837 für das Repräsentantenhaus von Pennsylvania. In einem hitzigen Wahlkampf versuchten ihn seine Gegner vergeblich als Kandidat der Banken in Verruf zu bringen. Zurück in Harrisburg musste Stevens feststellen, dass sein Einfluss im demokratisch kontrollierten Unterhaus abgenommen hatte. Die Demokraten richteten ein Komitee ein, dass ein von ihm finanziertes Eisenbahnprojekt untersuchte. In schwerem Terrain war die Strecke so kurvenreich geplant worden, dass sie an Stevens’ Hochöfen vorbeiführte und spöttisch als “the Tapeworm” („der Bandwurm“) bezeichnet wurde. Zwar gelang es ihm, das Projekt für ein Jahr zu retten, aber er wurde dieses Stigma nicht mehr los. Eine der wenigen Errungenschaften von Stevens aus dieser Sitzungsperiode war die Gründung einer bundesstaatlichen Kunstschule in Philadelphia. Zu einer wirkungsvollen Machtposition gelangte er, als ihn Ritner zum Präsidenten der Canal Commission berief. Hier konnte Stevens in großem Maße Ämterpatronage und somit Wahlkampfhilfe für die Anti-Freimaurer ausüben.
Im Gouverneurswahlkampf von 1838 konzentrierten die Demokraten ihre Attacken auf Stevens, der als wichtigster Berater von Ritner galt. Er warb im Wahlkampf vor allem um die Stimmen der Deutschamerikaner. Am Ende wurden sowohl Stevens als auch Ritner im Amt bestätigt. Die Mehrheit in der Assembly hing von acht Bezirken im Philadelphia County ab, deren Wahlergebnis rechtlich umstritten war. Als die Whigs und Anti-Freimaurer mit Unterstützung des Secretary of State Anfang Dezember einen Kongress mit ihrer Mehrheit ausrichten wollten, hielt sie ein demokratisch organisierter Mob davon ab. Schließlich kam es zur Wahl von konkurrierenden Speakern im Repräsentantenhaus und in der Folge zu unterschiedlichen Tagungsorten, während im Senat von Pennsylvania die Situation soweit eskalierte, dass sich der dort weilende Stevens und zwei andere Personen nur mit einem Sprung aus dem Fenster vor der gewaltbereiten Menge flüchten konnten. General Robert Patterson befahl daraufhin den Milizen, sich mit Schrotmunition zu bewaffnen, weshalb dieser Vorfall als “Buckshot War” („Schrot-Krieg“) in die Geschichte einging. Zu Weihnachten klärte sich die Situation, als das entnervte Oberhaus die umstrittenen Sitze den Demokraten zusprach. Stevens blieb der nunmehr demokratisch kontrollierten Assembly fern, woraufhin seine Gegner die Gelegenheit nutzten und unter anderem sein Eisenbahnbauprojekt stoppten. Als er auf Drängen von Partei und Wählerschaft wieder seinen Sitz im Repräsentantenhaus einnehmen wollte, wurde ihm dies verwehrt und kurz vor dem Ende der Sitzungsperiode eine Sonderwahl im Adams County angesetzt. Daher war Stevens nach seinem Sieg nur für einige wenige Tage Abgeordneter.

### Niedergang derAnti-Masonic Party
Dieser Sieg täuschte Stevens nicht über den Bedeutungsverlust der Anti-Masonic Party hinweg, so dass er sich wieder den Whigs annäherte und auf eine erneute Kandidatur für einen Sitz in der Assembly verzichtete. Auf der National Convention der Anti-Freimaurer im Mai 1839 hatte er sich bereits erfolgreich für die Nominierung der beiden Whigs Harrison und Webster als Kandidaten für die Präsidentschaftswahl im kommenden Jahr eingesetzt. Auf dem Nominierungsparteitag der Whigs im Dezember 1839 gelang es ihm trickreich, einen Sieg des Freimaurers und Sklavenhalters Henry Clay abzuwenden. Möglicherweise auch wegen einer Zusage Harrisons, ihn als Minister zu berufen, engagierte sich Stevens stark im Wahlkampf und verschaffte den Whigs den Sieg in Pennsylvania. Mit großer Enttäuschung nahm er bald darauf zur Kenntnis, dass er im neuen Kabinett nicht berücksichtigt wurde. Als Harrison nur wenige Wochen nach Amtsantritt starb und der Sklavenhalter John Tyler ihm nachfolgte, waren seine Chancen, in der präsidialen Exekutive einen bedeutenden Posten zu erhalten, auf null gesunken.
Stevens kehrte der Politik nicht den Rücken, sondern begann eine Korrespondenz mit General Winfield Scott, der Sympathien für die Abolitionisten zeigte und in dem er den geeigneten Kandidaten für die nächsten Präsidentschaftswahl erkannte. Im Jahr 1841 wurde er von den Anti-Freimaurern zur Wahl für seinen alten Sitz im Repräsentantenhaus aufgestellt, wobei ihm seine Popularität im Adams County den Erfolg sicherte. Da die Assembly eine demokratische Mehrheit hatte, blieben Stevens’ Gesetzesinitiativen, die neben der Bekämpfung der Sklaverei eine Liberalisierung des Strafrechts zum Inhalt hatten, weitgehend erfolglos. Zu dieser Zeit fühlte er sich aufgrund der Verfassung der Vereinigten Staaten noch dazu verpflichtet, den Bundesstaaten die Entscheidung über die Sklaverei zuzugestehen. Deshalb blickte er misstrauisch auf William Lloyd Garrison sowie andere Befürworter der sofortigen Sklavenbefreiung und ging auf die Versuche von Salmon P. Chase, ihn für die neugegründete Liberty Party zu gewinnen, nicht ein.

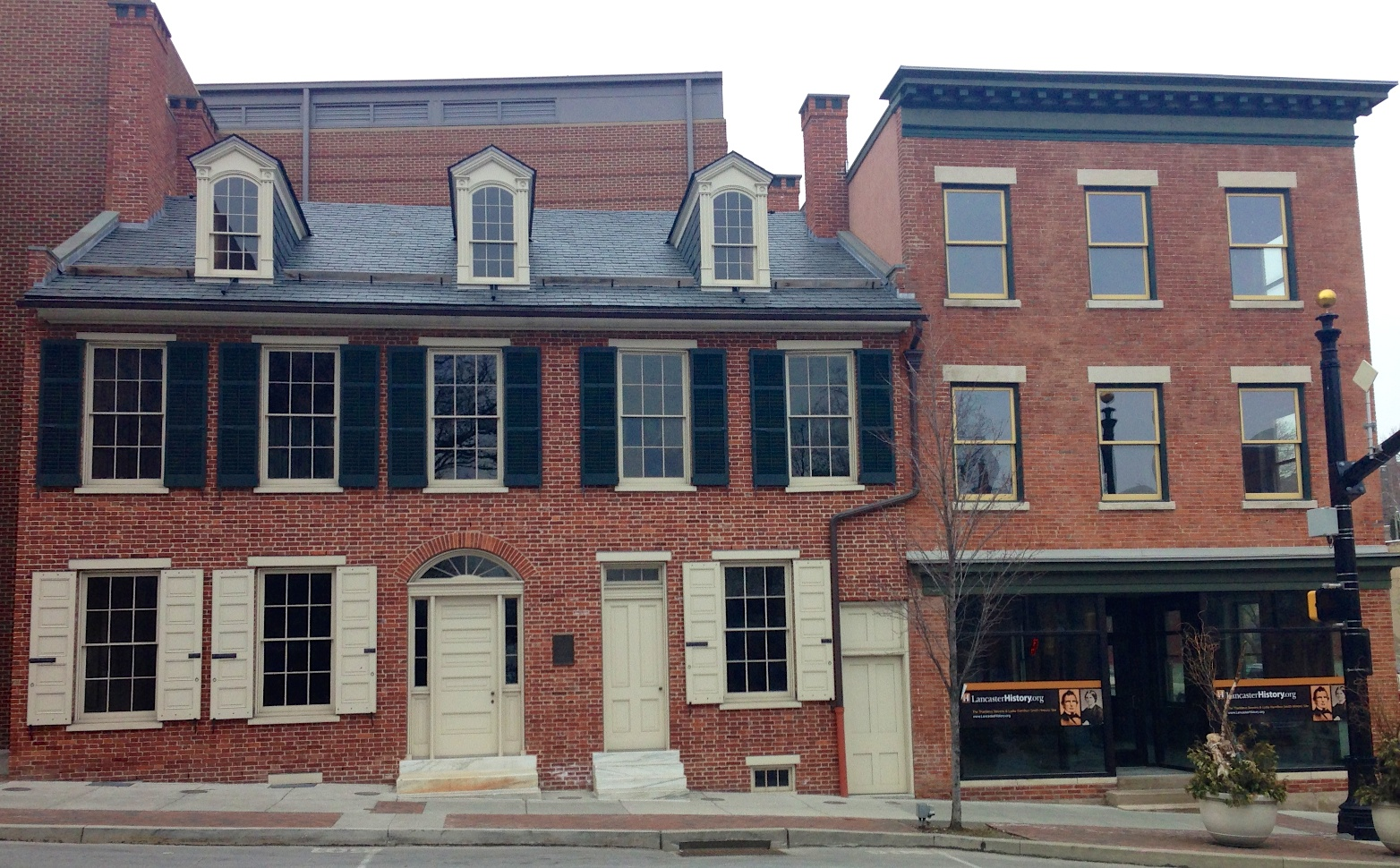
Stevens’ ehemaliges Wohnhaus und Anwaltspraxis in Lancaster

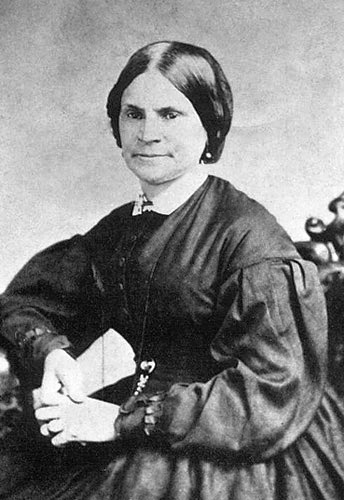
Lydia Hamilton Smith (vor 1884)

Nach dem Ende der Sitzungsperiode zog Stevens aus wirtschaftlichen Gründen in das größere und wohlhabendere Lancaster, das zudem der Geburtsort der Anti-Masonic Party in Pennsylvania war. Seine Hochöfen waren wenig erfolgreich gewesen, so dass er nur die Caledonia Forge behalten hatte. Die Wirtschaftskrise von 1837 machte daraus ein desaströses Unternehmen, so dass Stevens in die Schulden geriet und in Lancaster mehr Umsatz für seine Anwaltspraxis erhoffte. Dort wurde er schnell zum bestverdienenden Rechtsvertreter der Gegend. Anfang 1843 erwarb er ein neues Haus und stellte die Afroamerikanerin Lydia Hamilton Smith als Haushälterin ein, die ihn bis zu seinem Lebensende begleitete. Ihr Verhältnis gibt bis heute Anlass zu Spekulationen, wobei die Ansicht verbreitet ist, sie sei seine Geliebte gewesen. Gesichert ist, dass sie Stevens eine große Hilfe war und von seiner Familie mit größtem Respekt behandelt wurde.
Im Jahr 1843 scheiterte er mit der Umstrukturierung der Anti-Masonic Party im Lancaster County und bemühte sich vergeblich, eine General Scott unterstützende Anti-Freimaurer-Fraktion innerhalb der Whigs zu etablieren. Stevens trat bei den Wahlen im Herbst ein letztes Mal mit den Anti-Freimaurern an und verlor gegen die Whigs. Als sich Scott bei der Nominierung nicht durchsetzen konnte, engagierte sich Stevens bei der Präsidentschaftswahl 1844 widerwillig für Clay. Zu dieser Zeit fand er sich damit ab, dass die Anti-Masonic Party nicht mehr zu retten war und konzentrierte sich auf die Anwaltstätigkeit. Hierbei vertrat er oft entflohene Sklaven und engagierte sich in der Underground Railroad. Wie archäologische Befunde nahelegen, versteckte er flüchtige Sklaven in einer Zisterne auf seinem Grundstück. Die Präsidentschaft James K. Polks und der damit verbundene Mexikanisch-Amerikanische Krieg trieben die Abolitionisten zu vermehrten Einsatz hin, da sie in diesem Konflikt einen Versuch sahen, die Sklaverei auf das eroberte Territorium auszuweiten.

### Bei den Whigs
Um in der Whig-Party Einfluss zu gewinnen und so den Kampf gegen die Sklaverei voranzutreiben, der mittlerweile sein politisches Leitmotiv war, ging er ab 1845 ein Bündnis mit den antikatholischen Nativisten ein, deren Xenophobie sich vor allem gegen die massiv ansteigende Zuwanderung aus Irland richtete. Diese Gruppierung sprach insbesondere frühere Anti-Freimaurer an. Dabei unterstützte er sogar den Nativisten Reigart, der in den Jahren 1846 beziehungsweise 1847 gegen Whigs und Demokraten bei den Wahlen zum Bundeskongress und zum Gouverneur antrat. Seine politische Flexibilität stellte er im Juni 1848 unter Beweis, als er die Nominierung von Zachary Taylor als Präsidentschaftskandidaten nicht nur hinnahm, sondern sich im Wahlkampf öffentlich für ihn aussprach. Taylor war zwar Sklavenhalter, aber ein aussichtsreicher Kandidat und zeigte sich offen für die Begrenzung der “peculiar institution”. Stevens strebte zu dieser Zeit eine Wahl in das amerikanische Repräsentantenhaus an, was kein leichtes Unternehmen war, weil Demokraten wie auch Whigs die Sklavenfrage in zwei Lager gespalten hatte. Als Teile der “Conscience Whigs” („Gewissen-Whigs“), die den abolitionistischen Flügel bildeten, mit gleichgesinnten Demokraten die Free Soil Party gründeten und den früheren Präsidenten Martin Van Buren für das Weiße Haus nominierten, erwies sich Stevens als der geeignete Kandidat, um im Lancaster County abolitionistische und nativistische Wähler bei der Stange zu halten. Im August gewann er die parteiinterne Nominierung für einen Sitz im 31. Kongress der Vereinigten Staaten gegen den Kandidaten der “Cotton Whigs” („Baumwolle-Whigs“), die für den Erhalt der Sklaverei eintraten, und siegte bei den Kongresswahlen im Oktober 1848 mit klarem Vorsprung.
Bis er im Dezember 1849 den Sitz im Repräsentantenhaus einnahm, kümmerte er sich neben seiner Berufstätigkeit um familiäre Belange. So nahm er die beiden verwaisten Neffen Alanson und Thaddeus Jr. auf und verschaffte ihnen Anstellung in der Caledonia Forge und in seinem Anwaltsbüro. Obwohl er im politischen Geschäft von Washington, D.C. ein Neuling war, wurde er sofort nach seiner Ankunft als eine kommende Führungsfigur anerkannt. So wurde er für die Wahl zum Sprecher des Repräsentantenhauses nominiert und Mitglied im mit rechtlichen Fragen betrauten United States House Committee on the Judiciary. Der Kongress war wegen der Beitrittsanfrage des abolitionistischen Kaliforniens tief gespalten, da durch dessen Aufnahme in die amerikanische Union das Gleichgewicht zwischen freien und Sklavenstaaten im Senat beendet wurde. Ebenso umstritten waren die gesetzlichen Regelungen zu entflohenen Sklaven und die Sklaverei im District of Columbia. In diesem Konflikt, der erst durch den von Stevens abgelehnten Kompromiss von 1850 vorläufig beruhigt werden konnte, tat er sich beginnend mit dem 20. Februar 1850 als der bissigste Redner gegen die Sklaverei hervor. Unter anderem stellte er die wirtschaftliche und demographische Rückständigkeit Virginias im Vergleich zu New York und Pennsylvania heraus und machte dafür die Sklaverei und die daraus folgende Abwesenheit einer Mittelschicht verantwortlich. Des Weiteren verurteilte er scharf die sogenannten “doughfaces” („Teiggesichter“), was mit den Südstaaten sympathisierende Nordstaatler waren. Im Juni machte er mit einer weiteren Philippika auf sich aufmerksam, die unter anderem die Gleichheit und Freiheit aller Menschen aus der Bibel ableitete und das neue Sklavenfluchtgesetz anprangerte, weil es das Habeas Corpus missachte. Beide Reden fanden weite Verbreitung. Im August verteidigte er mit scharfen Worten die Entscheidung von Präsident Millard Fillmore, dem Nachfolger des verstorbenen Taylor, die Gebietsansprüche von Texas gegenüber dem New-Mexico-Territorium nicht anzuerkennen.
Trotz innerparteilicher Opposition gelang es Stevens, sich die erneute Nominierung für das Repräsentantenhaus zu sichern. Am 11. Oktober 1850 wurde er in den 32. Kongress der Vereinigten Staaten gewählt. Hier wuchs die Gruppe der Sklavereigegner und umfasste ab 1851 unter anderem die Senatoren Charles Sumner und Benjamin Wade. Während der Sitzungsperiode von Dezember 1850 bis März 1851 brachte Stevens zum Ärger vieler Whigs einige Resolutionen ein, die den Widerruf des Kompromisses von 1850 zum Ziel hatten. Im Juni schafften es die “Cotton-Whigs”, den zunehmenden Unmut über ihn ausnutzend, Stevens’ Teilnahme auf dem Parteitag Pennsylvanias zu verhindern. Im September 1851 verteidigte Stevens in einem Strafprozess vor dem Bundesbezirksgericht Philadelphia zwei Quäker. Diese hatten sich vor dem neuen Sklavenfluchtgesetz von 1850 potenziell schuldig gemacht, als sie einem Marshal die Hilfe bei der Festnahme von zwei entflohenen Sklaven verweigert hatten. Stevens gelang es, Richter Robert Cooper Grier trotz dessen Voreingenommenheit von einem Freispruch zu überzeugen. In Lancaster gründete er derweil mit anderen die Zeitung Independent Whig, um Werbung für die abolitionistische Sache zu machen und der innerparteilichen Opposition zu begegnen. In der Sitzungsperiode 1851/52 erweckte er einmal mehr den Zorn der konservativen Whigs, als er mit anderen demonstrativ den Caucus zu endgültigen Verabschiedung des Kompromisses von 1850 verließ. Obwohl der von ihm favorisierte Scott 1852 endlich die Nominierung für die Präsidentschaftswahl schaffte, war Stevens wegen seines Wahlprogramms wenig begeistert, das den Kompromiss in Gänze unterstützte. Obwohl er im Kongress zuletzt mit einer Rede zugunsten von Protektionismus breiten Beifall fand, wurde er von den Whigs nicht für den kommenden Kongress nominiert.

### Über dieKnow-Nothing-Partyzu den Republikanern

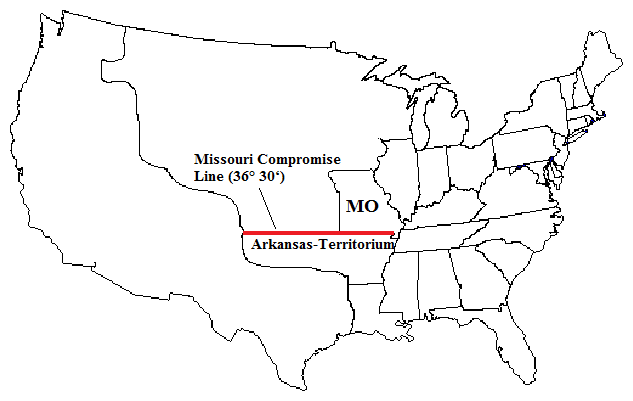
Linie des Missouri-Kompromisses auf dem 36° 30′ Breitengrad (MO = Missouri)

Trotz des Abschieds von der politischen Bühne sicherte Stevens die Prominenz als Anwalt weiterhin Bedeutung im gesamten Bundesstaat. Der Kansas-Nebraska Act im Jahr 1854 veränderte die politische Stimmungslage beträchtlich. Die damit verbundene Aufhebung des Missouri-Kompromisses und das an seine Stelle tretende Prinzip der “popular sovereignity” („Volkssouveränität“) ermöglichten zur Empörung eines großen Teils der Nordstaaten-Bevölkerung die Ausbreitung der Sklaverei nördlich des 36° 30‘ Breitengrads. Dies führte in der Folge zur Auflösung der Whigs, Schwächung der Demokraten und Entstehung der Republikaner. Stevens, der in seiner Zeitung und bei öffentlichen Auftritten gegen den Kansas-Nebraska Act mobilmachte, ging ein Bündnis mit der landesweit aufstrebenden nativistischen Know-Nothing Party („Nichtswisser-Partei“) ein, die in Pennsylvania viele Anti-Freimaurer anzog. Dafür war weniger Sympathie für die Inhalte dieser Partei ausschlaggebend, die Züge einer Geheimorganisation hatte, sondern die pragmatische Erwartung, eine Plattform für sein abolitionistisches Programm zu finden. Bei den Kongresswahlen 1854 setzte sich Stevens mit den Know-Nothings für den unabhängigen Kandidaten Anthony Ellmaker Roberts ein, der den Whig Isaac Ellmaker Hiester und den demokratischen Kandidaten hinter sich ließ und in das Repräsentantenhaus einzog. Trotzdem stellte Politik in dieser Phase nicht den Schwerpunkt in Stevens’ Leben dar, sondern die Anwaltstätigkeit. So war er fast an allen Rechtsstreitigkeiten des Countys beteiligt, die an den Supreme Court of Pennsylvania gingen, und konnte seine Schulden abbezahlen.
1854 konsolidierten sich die Republikaner in Pennsylvania, wobei sie viele ehemalige Whigs und demokratische Sklavereigegner als Anhänger gewannen, darunter bald Stevens. Im Sommer 1855 wirkte er an der Vorbereitung des ersten Parteitags von Pennsylvania mit, der im September in Pittsburgh stattfand. Bei der Präsidentschaftswahl 1856 versuchte er, ein Bündnis aus den verschiedensten Parteien gegen die Demokraten zu schmieden, wobei ihm in die Hände spielte, dass sich die Know-Nothings im Februar gespalten hatten. Als besten Kandidaten in diesem Sinne und mit den meisten Chancen gegen Buchanan in Pennsylvania sah er McLean an. Nach dessen Absage entschied sich der Nominierungsparteitag für den Entdeckungsforscher John C. Frémont, dem Stevens wenig Erfolgschancen einräumte. Als sich das Gerücht verbreitete, der Präsidentschaftskandidat sei Katholik, konnte er ihn nicht dazu bewegen, diesen Verdacht in einem Brief auszuräumen. Trotz Stevens’ Bemühungen um die Stimmen der Know-Nothings verloren die Republikaner Pennsylvania knapp an die Demokraten, wurden aber landesweit zur zweitstärksten Partei. Mehr Erfolg hatte er im Januar 1857, als er in der State Legislature genügend Stimmen für die Wahl von Simon Cameron zum Bundessenator gewinnen konnte.
Im weiteren Jahr konzentrierte er sich auf seine Anwaltspraxis, konnte sich aber als republikanische Führungsfigur Aufmerksamkeit verschaffen, als er einen Prozess gegen den Sieg eines Demokraten bei einer Gemeindewahl anstrengte. So nominierte ihn die Partei bei den Kongresswahlen 1858 für einen Sitz im Repräsentantenhaus. Da die demokratische Buchanan-Regierung wegen des Urteils im Fall Dred Scott v. Sandford, den als Bleeding Kansas („blutendes Kansas“) bekannten bürgerkriegsähnlichen Verhältnissen im Kansas-Territorium und der Wirtschaftskrise von 1857 unter Druck stand, bestanden gute Aussichten auf einen republikanischen Erfolg. Im Adams County sympathisierten vor allem die Landbevölkerung und insbesondere die Mennoniten mit Stevens. Im Wahlkampf sah er sich in der demokratischen Presse derart scharfen Angriffen ausgesetzt, dass er einen Prozess gegen den Lancaster Intelligencer anstrengte. Am Ende siegte er mit großem Vorsprung gegen den demokratischen Kandidaten. Noch bevor Stevens im Dezember 1859 zum Beginn der Sitzungsperiode in der Hauptstadt eintraf, sah er sich nach dem Überfall des Abolitionisten John Brown auf Harpers Ferry mit dem Vorwurf konfrontiert, er sei wegen seiner Brandreden gegen die Sklaverei verantwortlich für dieses Verbrechen.

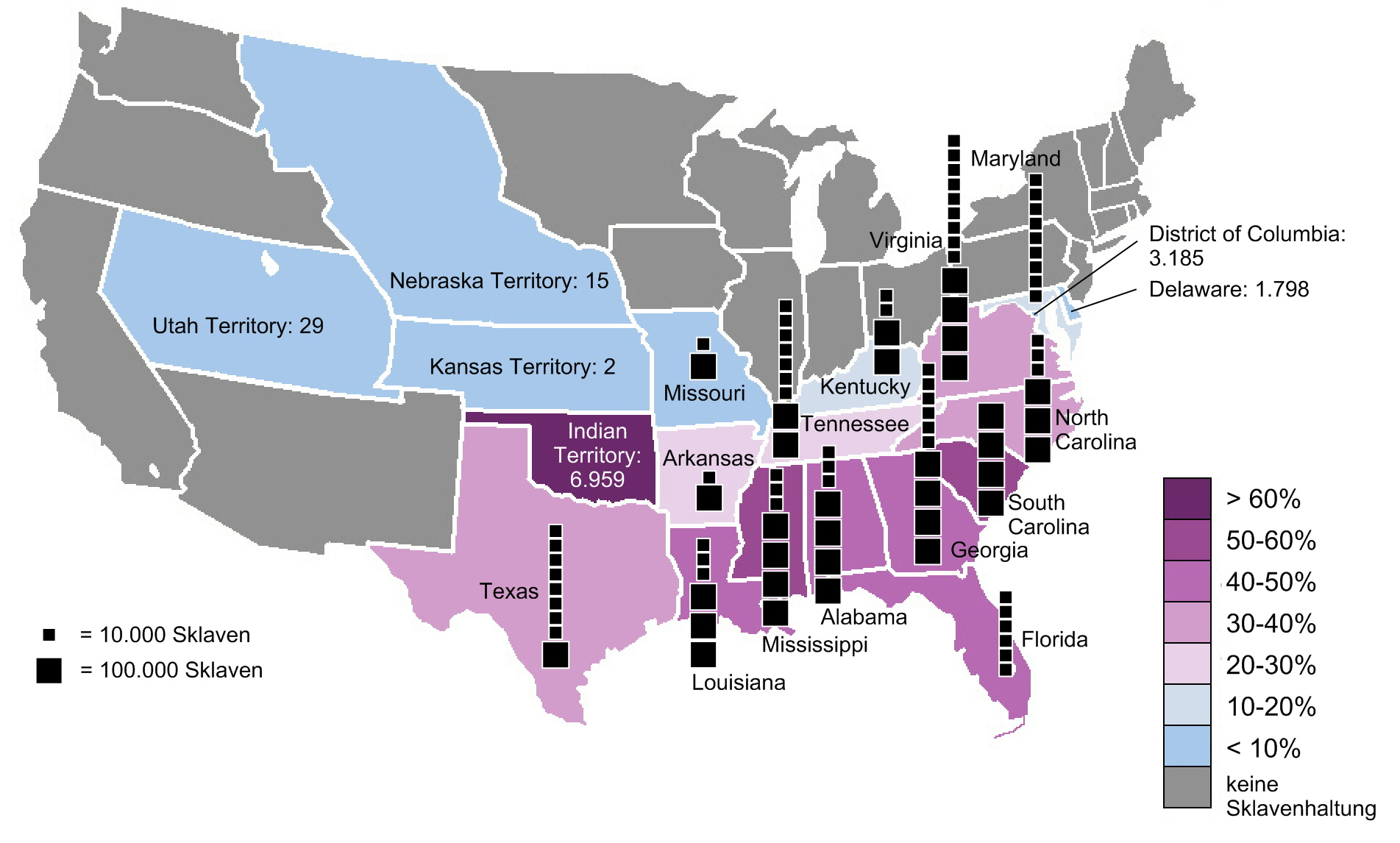
Verbreitung der Sklaverei in den Vereinigten Staaten im Jahr 1860

Stevens war als möglicher Kandidat für die Wahl zum Sprecher des Repräsentantenhauses im Gespräch; so machte sich unter anderem Joshua Reed Giddings für ihn stark. Da er aber vielen Republikanern als zu radikal galt, wurde er nicht aufgestellt. Bei der langwierigen, erst im 44. Wahldurchgang entschiedenen, Abstimmung kam es im Plenarsaal zu einer hitzigen Auseinandersetzung zwischen Stevens und dem Südstaatler Martin Jenkins Crawford, wobei nur durch die Intervention von Edward McPherson verhindert wurde, dass Crawford zur Waffe griff. Stevens wurde Mitglied des wichtigen Committees on Ways and Means, an dessen Sitzungen er aber nicht regelmäßig teilnahm. Während der Sitzungsperiode 1859/60 beschäftigte er sich hauptsächlich mit der kommenden Präsidentschaftswahl. Obwohl er keine seiner berüchtigten Brandreden gegen die Sklaverei hielt, war er bei den Repräsentanten der Südstaaten gefürchtet. Auf dem Nominierungsparteitag der Republikaner 1860 unterstützte er bis zum Ende McClean, obwohl dieser klarer Außenseiter war und die anderen Delegierten aus Pennsylvania nach wenigen Wahldurchgängen zu Abraham Lincoln umschwenkten.
Zwar setzte er sich im anschließenden Wahlkampf, in dem die zerstrittenen Demokraten mit mehreren Kandidaten antraten, für Lincoln ein, aber zwischen den beiden entstand nie eine enge Beziehung. Wie die meisten erkannte er Lincolns außerordentliche politische Begabung nicht und unterschätzte ihn vollkommen. Stevens wurde wieder für die Kongresswahlen nominiert, während die chancenlosen Demokraten in seinem Wahlkreis darauf verzichteten, einen Gegenkandidaten aufzustellen. Nach Lincolns Sieg zeichnete sich mit South Carolina beginnend schnell die Sezession der Südstaaten ab. Während in der Bevölkerung eine Kompromisslösung für den Erhalt der amerikanischen Union populär war, lehnte er dies ab und sah in der Passivität des noch amtierenden Präsidenten Buchanan gegenüber dem Süden Landesverrat. Am 31. Dezember 1860 brachte Stevens im Unterhaus eine Resolution ein, die vom Weißen Haus Informationen über Zustand und Besatzung der militärischen Bundeseinrichtungen in der Region Charleston und geplante Gegenmaßnahmen bei einer Sezession dieses Bundesstaats verlangte. Im Januar machte er sich kurzfristig Hoffnung auf eine Berufung als Finanzminister in das Kabinett Lincoln, als Cameron sich anfangs zierte, diesen Posten anzunehmen. Ende Januar sprach er sich in einer breit rezipierten Rede vor dem Kongress mit scharfen Worten gegen jeden Kompromiss mit den Südstaaten aus, die er der offenen Rebellion bezichtigte. Als geeignetes Mittel um die Sezession zu bekämpfen, wozu er der Bundesregierung jedes Recht zusprach, schlug er die Blockade der Häfen im Süden durch die United States Navy vor. Damit sollten die Zolleinnahmen der abtrünnigen Staaten gesichert und diese vom Postverkehr abgeschnitten werden.

### Amerikanischer Bürgerkrieg

Territoriale Entwicklung von Sezession, Bürgerkrieg und Reconstruction.
Sezessionsstaaten in Grün
Vereinigte Staaten in Rosa
Bundesterritorien in Braun
Konföderierte Staaten in Grau
Territorien der Konföderierten in Lila

#### Finanzierung der Unionsarmee
Die darauf folgenden empörten Reaktionen der Südstaaten-Abgeordneten berührten Stevens allenfalls am Rande, sehr wohl aber die Andeutung von Außenminister Seward, Territorien mit Sklaverei als Bundesstaaten anzuerkennen. In der folgenden Abstimmung votierte er dennoch für die Organisation der Bundesterritorien Colorado, Dakota und Nevada, obwohl in der Resolution die Sklavenfrage ausgeklammert wurde. Zufrieden nahm er am 4. März zur Kenntnis, dass Lincoln bei seiner Antrittsrede keinerlei Konzessionsbereitschaft gegenüber den Konföderierten Staaten von Amerika zeigte. Den Ausbruch des Amerikanischen Bürgerkriegs am 12. April erlebte er in Lancaster, wo einige Tage später eine gemeinsame Versammlung von Republikanern und Demokraten sich hinter Präsident Lincoln stellte. Direkt zu Beginn der Sitzungsperiode 1861/62 bekam Stevens die Mittel in die Hand, sich als Führer des Repräsentantenhauses zu etablieren, als er nach der Absage von Francis Preston Blair junior und Schuyler Colfax zum Vorsitzenden des Committees on Ways and Means bestimmt wurde. Als einer der wichtigsten Köpfe der radikalen Republikaner, laut seinem Biographen Trefousse der „Radikale unter den Radikalen“, konnte er aus dieser Position heraus Druck auf Lincoln ausüben und ihn ständig zur Emanzipation der Sklaven drängen. Der Präsident selbst nutzte diese Dynamik, um seine eigenen, am Ende davon nicht sehr verschiedenen Ziele zu erreichen. Im August verteidigte Stevens in diesem Zusammenhang den ersten Konfiskationsakt, der die Freilassung aller gegen die Nordstaaten eingesetzten Sklaven vorsah, gegen rechtliche Bedenken. Er machte geltend, dass für die abtrünnigen Südstaaten nicht mehr die amerikanische Verfassung, sondern das Kriegsvölkerrecht anzuwenden sei. Außerdem sprach sich Stevens leidenschaftlich für die Beschlagnahmung der Plantagen in den Südstaaten aus, selbst wenn dies die Region verwüsten sollte.
Viele seiner Zeitgenossen und spätere Historiker schrieben ihm in dieser Phase wegen des Vorsitzes im Committee on Ways and Means eine nahezu diktatorische Machtfülle zu. So wurde er mit William Pitt dem Älteren verglichen und als “The Great Commoner” (wortwörtlich übersetzt „Der große Bürgerliche“ oder „Das große Unterhausmitglied“) bezeichnet. Trotzdem hatte die radikale Fraktion um ihn nie eine Mehrheit und konnte viele ihrer Vorhaben nicht durchsetzen. Andererseits genoss Stevens für seine Fähigkeit, Gesetze durch den Kongress zu bringen, bald einen legendären Ruf und galt als die Führungsfigur im Repräsentantenhaus. Insgesamt ist sein Wirken während des Sezessionskriegs, als wichtig für den finanziellen Erfolg der Nordstaaten anzusehen. Als erste Maßnahme des Committees on Ways and Means zur Einnahmenerhöhung verabschiedete der Kongress nach einigen Anpassungen Anfang August neue Zolltarife auf Kaffee, Tee, Zucker und andere Importwaren. Wenige Tage später brachte er ein Kreditgesetz durch das Unterhaus, das die Ausgabe von Staatsanleihen in großem Umfang vorsah und den Präsidenten wegen der Notlage zur Nutzung nicht autorisierter Bundesmittel ermächtigte. Angesichts dieser Leistung, für die er in der Bevölkerung breite Anerkennung fand, nahmen rasch unterschiedliche Kabinettsangehörige seine Hilfe für die Finanzierung ihrer Ressorts in Anspruch.
Als Lincoln im September 1861 General Frémont untersagte, die Sklaven in seinem Zuständigkeitsbereich in Missouri zu befreien, kamen Stevens wieder Zweifel an der Haltung des Präsidenten. Als dieser den General zwei Monate später entließ, reagierte er empört und entwickelte auch aus anderen Gründen insbesondere gegenüber Außenminister Seward eine persönliche Abscheu. In der Sitzungsperiode 1861/62 verstärkte sich das Zusammenspiel zwischen Lincoln und der radikalen Fraktion um ihren Wortführer Stevens, wobei vor allem die Emanzipation der Sklaven ein Thema war. Um dieses Vorhaben durchzusetzen, beabsichtigte Stevens alle Abgeordneten aus den Südstaaten, die noch im Kongress saßen, auszuschließen. Während die Regierung die Sezession als illegalen Akt und somit die abtrünnigen Staaten als rechtlich noch zur Union gehörig betrachtete, sah er sie als feindliche Nationen an. Zur Eröffnung der Sitzungsperiode im Dezember stellte er eine Resolution vor, die alle entlaufene Sklaven und solche, die bei der Unterdrückung der Rebellion halfen, für frei erklärte, was im Unterhaus mit klarer Mehrheit abgelehnt wurde. Mehr Erfolg für die Sache des Abolitionismus hatte er damit, die Wiedervorlage des Crittenden-Kompromisses, der die Emanzipation der Sklaven als Kriegsziel ausschloss, auf unbestimmte Zeit zu vertagen.
Verärgert durch die Berufung des Demokraten George B. McClellan zum Befehlshaber über die Potomac-Armee griff er gegen Jahresende Lincoln in der Öffentlichkeit an. Ungeachtet davon, kooperierte er mit dem Präsidenten in finanziellen Belangen in vollem Umfang. Ende Januar 1862 hielt Stevens eine aufsehenerregende Rede zur Emanzipation im Kongress. In dieser unterstrich er, dass für einen Sieg im Sezessionskrieg die Sklavenbefreiung essenziell sei. Ferner sei es besser, den Süden zu verheeren und mit Freigelassenen neu zu besiedeln, als ihn für die Union zu verlieren. Angesichts des wachsenden Drucks durch die Radikalen brachte Lincoln im März ohne Erfolg eine, Stevens nicht weit genug gehende, Resolution zur graduellen Emanzipation in den Grenzstaaten – also den Nordstaaten mit Sklaverei – ein. Im folgenden Monat gelang es Stevens jedoch, ein Gesetz zum Verbot der Sklaverei im District of Columbia verabschiedet zu bekommen. Ein weiterer Sieg für die Radikalen folgte mit dem zweiten Konfiskationsakt, der die Sklaverei in den Bundesterritorien verbot und die Aushebung afroamerikanischer Truppen ermöglichte, aber Stevens nicht weit genug ging. Er konzipierte ein radikaleres und umfassenderes Konfiskationsprogramm, das er in den folgenden Jahren wiederholt überarbeitete und in seinem wichtigsten Punkt, der Enteignung von Plantagenbesitzern zugunsten ihrer früheren Sklaven, niemals abschwächte. Außerdem engagierte sich Stevens in dieser Phase für eine Wiedereinstellung Frémonts und sprach regelmäßig mit Sumner und Henry Wilson im Weißen Haus vor, um den Präsidenten zur Sklavenbefreiung zu drängen. Dieser wiederum nutzte die Radikalen als Schutzschild gegen Attacken der konservativen Republikaner und bereitete im Sommer 1862 die Emanzipationsproklamation vor, die zum 1. Januar 1863 als Executive Order in Kraft trat, jedoch Stevens nicht weit genug ging, da sie nur die Sklaverei in den Konföderierten Staaten abschaffte. Zur Verärgerung Stevens’ sah Lincoln davon ab, afroamerikanische Militäreinheiten auszuheben, wie es der zweite Konfiskationsakt ermöglicht hatte. Die Pläne des Präsidenten, die noch im August 1862 die Ansiedlung von Freigelassenen in der Provinz Chiriquí in Panama vorsahen, durchkreuzte Stevens, indem das Committee on Ways and Means dafür keine Bundesmittel genehmigte.
Nachdem im Dezember 1861 die Bundesregierung wegen Münzknappheit in finanzielle Schwierigkeiten geraten war, sorgte Stevens dafür, dass der Kongress die Zolltarife auf Kaffee, Zucker und andere Waren erhöhte. Die wirkungsvollste Maßnahme des Committees on Ways and Means zur Kriegsfinanzierung war das Zahlungsmittelgesetz von 1862, das die Ausgabe von Papiergeld in Form des “Greenbacks” einführte. Anfangs noch ein Gegner dieses Vorschlags von Elbridge G. Spaulding wurde er schnell zu einem lebenslangen Verfechter der “Greenbacks” und leitete die Gesetzesinitiative im Februar 1862 durch den Kongress, wobei der Senat einige Änderungen vornahm. Einige Monate später folgte ein zweites Zahlungsmittelgesetz zur weiteren Erhöhung der Geldmenge. Bis Juli des gleichen Jahres schaffte er die Verabschiedung eines weiteren Gesetzes, das Produktionsabgaben auf Eisen, Stahl, Papier und andere Güter sowie eine Einkommensteuer einführte. Außerdem war Stevens an den Pacific Railroad Acts dieses Jahres beteiligt, die den Bau der ersten transkontinentale Eisenbahn vorbereiteten. Unter anderem sollte mit dieser Verbindung in den pazifischen Westen Befürchtungen entgegengetreten werden, dass Kalifornien in das Lager der Konföderierten wechseln könnte.

#### Krise der Union und Brandschatzung derCaledonia Forge
Stevens, der nach der Niederlage der Union gegen die Armee der Konföderierten Staaten bei der zweiten Schlacht am Bull Run pessimistischer denn je in die Zukunft blickte, nutzte die Kongresswahlen um seine Ansichten der Öffentlichkeit noch bekannter zu machen. Die Demokraten im Lancaster County stellten sich einerseits hinter den Präsidenten, während sie im Wahlkampf andererseits Stevens als einen fanatischen Abolitionisten darstellten. Ihm kam zugute, dass Lincoln Ende September 1862 nach der Schlacht von Antietam eine vorläufige Emanzipationsproklamation veröffentlichte und sich so in abolitionistischem Fahrwasser bewegte. Trotz des klaren Wahlsiegs im Lancaster County am 14. Oktober war Stevens über die republikanischen Siegchancen bei den Kongresswahlen im kommenden Monat besorgt, insbesondere den wichtigen Bundesstaat New York betreffend, womit er am Ende recht behielt. Neben New York gewannen die Demokraten am 4. November noch die Mehrheit der Repräsentanten in Illinois, nachdem sie bereits im Oktober in Ohio und Indiana die Kongresswahlen für sich entschieden hatten. Hinzu kamen gesundheitliche Probleme in Form von Rheumatismus, der ihm schon länger zu schaffen machten und nun häufiger ans Bett fesselte, sowie die Sorge um die beiden Neffen, die im Bürgerkrieg kämpften.
Zu Beginn der Sitzungsperiode 1862/63 unterstützte er Lincoln, der für sich das Exekutivrecht in Anspruch nahm, das Habeas Corpus außer Kraft zu setzen, mit dem „Gesetz zur Schadloshaltung“ (“Indemnity Bill”). Mit diesem Anfang März 1863 in Kraft gesetzten Habeas Corpus Act erteilte der Kongress dem Präsidenten eine entsprechende Handlungsvollmacht. Mit Enttäuschung nahm Stevens im Dezember 1862 zur Kenntnis, dass ein Caucus, der nach der verheerenden Niederlage bei der Schlacht von Fredericksburg die Entlassung von Seward forderte, vom Präsidenten ignoriert wurde. Im gleichen Monat votierte er zwar für die Aufnahme von West Virginia, dessen Gegenparlament wegen der Sezession den Austritt aus Virginia erklärt hatte, in die Union, betonte aber, dass dies nach dem Kriegsrecht und nicht gemäß der amerikanischen Verfassung geschehen sollte. Das wichtigste Gesetzesvorhaben dieser Sitzungsperiode, an dem Stevens trotz anfänglichem Widerstand mitwirkte, war der National Bank Act. Dieser schuf ein System aus Privatnotenbanken, die mit entsprechenden Bundesreserven verpflichtend ausgestattet zur Ausgabe von Banknoten berechtigt waren. Dieses Netzwerk aus Geldinstituten hatte bis zur Einführung des Federal Reserve Systems im Jahre 1913 bestand. Des Weiteren war Stevens Hilfe im Repräsentantenhaus essenziell für die Verabschiedung des Wehrpflichtgesetzes (“Conscription Act”) von 1863, das erstmals in der Geschichte der Vereinigten Staaten die allgemeine Wehrpflicht einführte. Mit seinem Bemühen, die Möglichkeit, sich von dieser Pflicht freizukaufen, aus dem Gesetz zu streichen, scheiterte er jedoch.

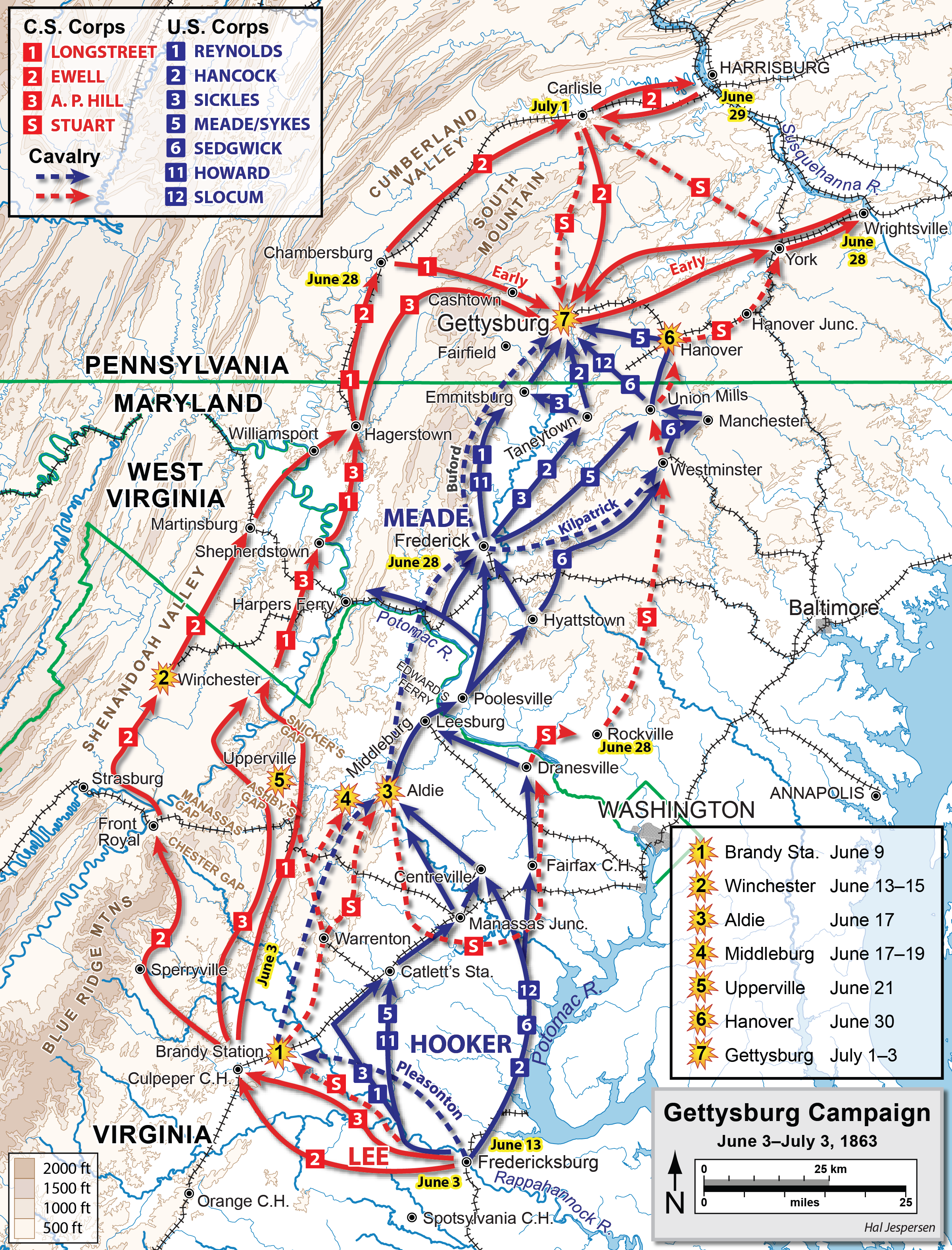
Der östliche Bürgerkriegsschauplatz im Jahr 1863 mit den Truppenbewegungen der Konföderierten (Rot) und Union (Blau)

Als er nach der Sitzungsperiode in Lancaster eintraf, begrüßte ihn eine Wählerversammlung vor seinem Haus. Er nutzte die Gelegenheit für eine Rede, die landesweit breite Beachtung fand. Unter anderem hob er hervor, dass das Wehrpflichtgesetz unnötig gewesen wäre, hätte man seinen Forderungen nach der Rekrutierung afroamerikanischer Soldaten stattgegeben, und bezichtigte die Demokraten, mit ihrer Politik den Krieg zu verlängern. Nach der Niederlage der Union in der Schlacht bei Chancellorsville nahm er Befehlshaber Joseph Hooker, der selbst ein Abolitionist war, gegen Angriffe in Schutz. Der Bürgerkrieg traf Stevens im Sommer 1863 persönlich, als kurz vor der Schlacht von Gettysburg am 26. Juni Truppen der Army of Northern Virginia unter dem Befehl von General Jubal Anderson Early die Caledonia Forge niederbrannten und alle beweglichen Güter mitnahmen. Early rechtfertigte sein Vorgehen unter anderem damit, dass er auf Stevens’ „rachsüchtige“ Politik gegenüber den Südstaaten hinwies. Für ihn bedeutete dies einen erheblichen wirtschaftlichen Verlust, zu dem die Sorge um das Wohl seiner Mitarbeiter hinzukam. Als sein Neffe Alanson in der Schlacht am Chickamauga fiel, fürchtete er um das Leben von Thaddeus Jr. und erreichte beim Cameron seine Versetzung als Provost Marshal nach Lancaster.
Zu Beginn der Sitzungsperiode 1863/64 war Stevens in Abstimmung mit Lincoln maßgeblich daran beteiligt, eine mögliche Intrige des Chefsekretärs des Repräsentantenhauses, Emerson Etheridge, im Keim zu ersticken. Laut Gerüchten wollte dieser den Einzug einiger republikanischer Abgeordneten verhindern, indem er ihre Legitimation in Zweifel zog. Steven beschäftigte sich nun mit der Frage der Reconstruction, also des Umgangs mit den Südstaaten nach deren Niederlage. Mit Entsetzen reagierte auf eine Proklamation des Präsidenten, der, abgesehen von den hochrangigen Konföderierten, allen Rebellen Amnestie versprach, die einen Treueeid auf die amerikanische Verfassung ablegten. Immer noch davon überzeugt, dass auf die Südstaaten als befeindete Nationen das Kriegsrecht und nicht die Verfassung anzuwenden sei, sprach er sich gegen ihre unmittelbare Zulassung als Kongressmitglieder nach dem Bürgerkrieg und die jetzt schon im Repräsentantenhaus anwesenden Delegierten aus Louisiana aus. Ende Februar schlug er Änderungen an der Gesetzesinitiative des radikalen Henry Winter Davis vor, die extreme Reparationen vorsahen und die Südstaaten aus dem Kongress sowie von Abstimmungen über Verfassungsänderungen ausschlossen. Auch als der Wade-Davis Bill verschärft wurde und einen Treueeid von 50 % und nicht wie von Lincoln vorgesehen 10 % der stimmberechtigten Bevölkerung als Bedingung für eine Wiederaufnahme als Bundesstaat vorsah, blieb Stevens der Abstimmung im Unterhaus fern.

#### Abschaffung der Sklaverei
Mehr Erfolg war ihm damit beschieden, dass er gleiche Bezahlung für alle Unionssoldaten unabhängig von ihrer Hautfarbe sowie die formale Aufhebung des Sklavenfluchtgesetzes von 1850 erreichen konnte. In der Debatte um den 13. Zusatzartikel zur Verfassung zur Abschaffung der Sklaverei stellte er Ende März 1864 seinen Text vor, der jedoch nicht bis zur Abstimmung kam, während derjenige von Senator John B. Henderson an der notwendigen Zweidrittelmehrheit scheiterte. Fortschritte verzeichnete die Legislative bei der Stärkung der United States Army, die unter anderem durch ein verbessertes Wehrpflichtgesetz gewährleistet wurde, für das sich Stevens stark einsetzte, obwohl er die für Ulysses S. Grant bestimmte Wiedereinführung des Dienstrangs Generalleutnant kritisch sah. Im Committee on Ways and Means, in dem sich wie schon im letzten Kongress Justin Smith Morrill als eines der versiertesten Mitglieder erwies, war die schwierige Finanzierung der Streitkräfte die Hauptaufgabe. Im Zuge der umstrittenen Erhöhung der Whiskeysteuer setzte sich Stevens als Vertreter des Spirituosen produzierenden Pennsylvanias dem Vorwurf der Bestechlichkeit aus, weil er in einem politischen Tauschgeschäft eine spätere Wirksamkeit der Steuer aushandelte. Im Juni wurde ein Gesetzespaket zur Einnahmepolitik verabschiedet, das neue Steuern einführte und bestehende generell erhöhte. Als wichtigste Maßnahme unterstützte Stevens in Abstimmung mit Finanzminister Chase eine Änderung des nationalen Bankensystems, die die finanziellen Hürden zur Bildung von Privatnotenbanken erhöhte und dem Finanzminister die Entscheidungsbefugnis darüber gab, in welchen Geldinstituten die Bundesmittel verwahrt wurden. Ein von ihm angeschobenes Gesetz zur Bekämpfung der problematischen Goldspekulation zeigte keine Wirkung und wurde bald zurückgenommen. In dieser Sache eigene finanzielle Interessen verfolgend, wurde er Vorsitzender des Sonderausschusses für Pazifik-Eisenbahnen und setzte unter anderem durch, dass bei ihrem Bau nur Metalle aus einheimischer Produktion verwendet werden durften.

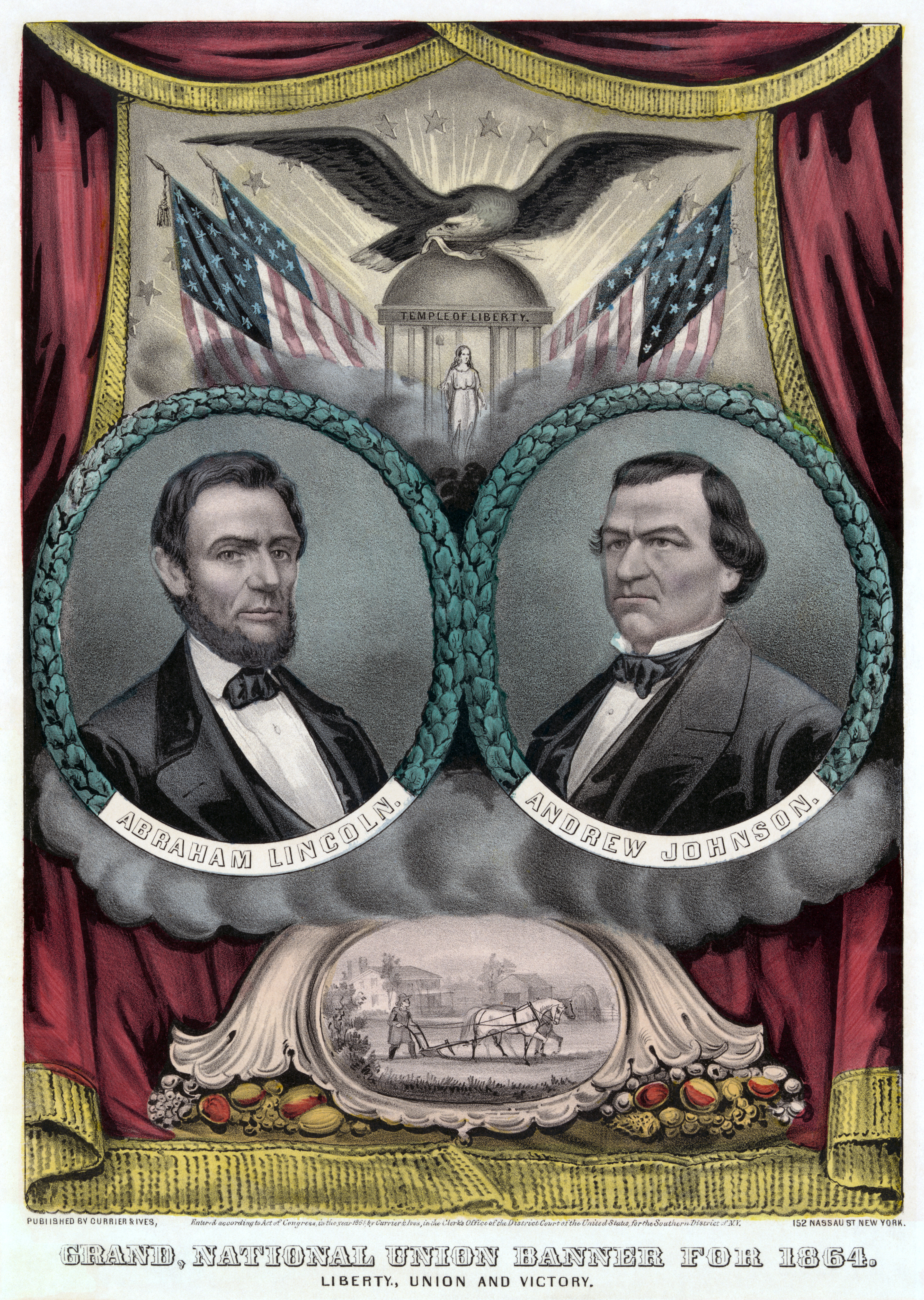
Wahltransparent der Republikaner zur Präsidentschaftswahl 1864

Immer noch Lincoln als zu konservativ erachtend, teilte er mit anderen Radikalen Vorbehalte gegen seine erneute Kandidatur bei der Präsidentschaftswahl 1864, sprach sich aber in der Öffentlichkeit für ihn aus. Auf der Republican National Convention im Juni 1864 in Baltimore protestierte er gegen unionstreue Delegierte aus den Südstaaten Louisiana und Arkansas und erreichte, dass ihnen das Stimmrecht entzogen wurde. Gemäß dem Entschluss der Parteiversammlung des Lancaster Countys votierte er für Lincoln und mit großem Widerwillen für dessen Running Mate Andrew Johnson, der aus dem konföderierten Staat Tennessee stammte. Zu seiner Genugtuung war im Wahlprogramm der National Union Party, zu der sich Republikaner und demokratische Kriegsbefürworter zusammengeschlossen hatten, die Forderung nach einem abolitionistischen Verfassungszusatz enthalten. Im Juli verhinderte Lincoln den Wade-Davis Bill mit einem Pocket Veto und führte dazu aus, dass er die Vollmacht des Kongresses, die Sklaverei abzuschaffen, in Zweifel zog. Stevens war außer sich, obwohl der Präsident zeitgleich seine Unterstützung für einen Verfassungszusatz zur Emanzipation der Afroamerikaner signalisiert hatte. Im Gegensatz zu anderen Radikalen, die jetzt versuchten, Lincoln als Präsidentschaftskandidaten zu ersetzen, hielt er ihm dennoch die Treue. Stattdessen forderte er im Weißen Haus die Entlassung des konservativen Montgomery Blair, der das Amt des United States Postmaster Generals bekleidete und gegen Chase intrigiert hatte, ohne Lincoln überzeugen zu können. Anfang September besserten sich die Wahlchancen der Republikaner durch den erfolgreichen Abschluss des Atlanta-Feldzugs und die siegreiche Schlacht in der Mobile Bay erheblich. Stevens selbst gewann im Oktober die Kongresswahlen in seinem Distrikt und engagierte sich danach stark in Lincolns Wahlkampagne. Dem demokratischen Kandidaten McClellan warf er vor, unter Beibehaltung der Sklaverei die Südstaaten wieder in die Union aufnehmen zu wollen. Am Ende gewann Lincoln, wie von Stevens prognostiziert, mit knappem Vorsprung in Pennsylvania und die Präsidentschaftswahl insgesamt.

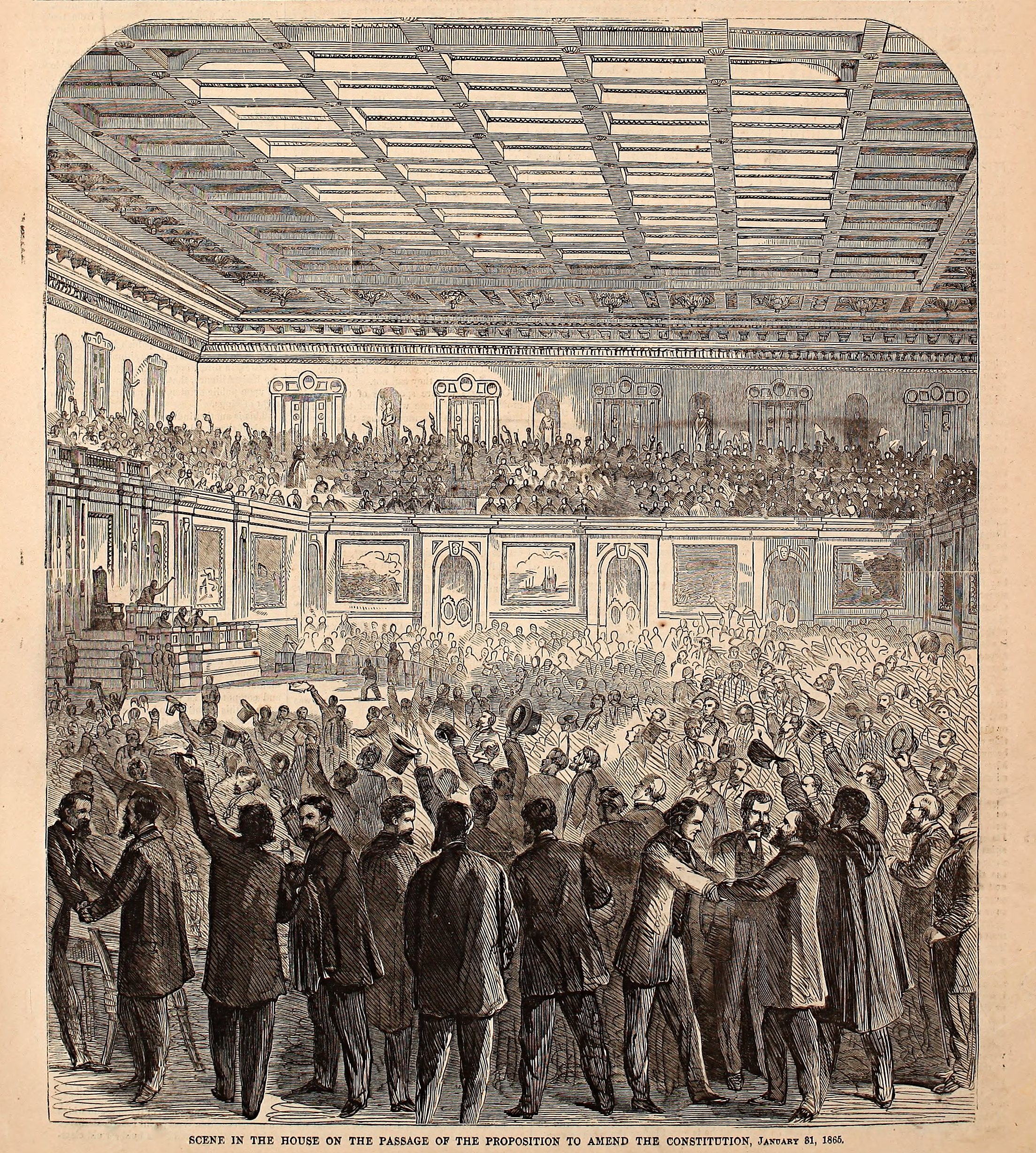
Jubel im Repräsentantenhaus nach der Verabschiedung des 13. Verfassungszusatzes (Harper’s Weekly, Februar 1865)

Anders als bei der Emanzipation, die sowohl Stevens als auch Lincoln anstrebten und nur hinsichtlich des Weges dorthin differierten, nahmen sie bei der, angesichts des sich abzeichnenden Kriegsendes immer dringlicher werdenden, Reconstructionsfrage prinzipiell gegensätzliche Positionen ein. Shermans Marsch zum Meer, der Sieg bei der Schlacht von Nashville und die Berufung von Chase zum Obersten Richter der Vereinigten Staaten gegen Jahresende stimmten ihn milder gegenüber dem Präsidenten. Obwohl jeglichen Konzessionen gegenüber den Südstaaten abhold, verteidigte er Lincoln, als dieser Anfang Februar 1865 mit Emissären der Konföderierten in Hampton Roads Friedensverhandlungen führte. Stevens wiederum hatte jetzt, wie in der State of the Union Address 1864 vom Präsidenten angekündigt, die volle Unterstützung des Weißen Hauses bei der erneuten Abstimmungsvorlage für den 13. Zusatzartikel zur Verfassung, was für ihn der Kulminationspunkt in seinem jahrzehntelangen Kampf gegen die Sklaverei war. Vor dem Kongress lobte er den Präsidenten für seine Feststellung, dass der Bürgerkrieg ohne eine Abschaffung der Sklaverei nicht beendet werden könne. Sein leidenschaftliches Eintreten für den Verfassungszusatz stieß im Repräsentantenhaus auf den Widerstand der Demokraten. Bei der entscheidenden Abstimmung am 31. Januar 1865 wurde der 13. Zusatzartikel mit der nötigen Zweidrittelmehrheit verabschiedet, wobei die Republikaner geschlossen dafür votierten. Nach diesem Triumph ging er wohlwollender mit der Administration um und verteidigte Präsident wie auch Kriegsminister bei kritischen Nachfragen aus dem Kongress. Ebenso stellte er sich vor General Benjamin Franklin Butler, als dieser nach der gescheiterten Einnahme von Fort Fisher im Kongress unter Druck geriet. Dennoch bekämpfte er das Vorhaben Lincolns, Louisiana, das mittlerweile die Sklaverei verboten hatte, wieder als Bundesstaat anzuerkennen. Die Aufnahme scheiterte im Senat vorerst an der Frage des Wahlrechts für afroamerikanische Bürger und wurde auf den nächsten Kongress vertagt. Das Committee on Ways and Means geriet durch seine steten Steuererhöhungen in die Kritik und Stevens’ Gesetzesinitiative zur Eindämmung der Goldspekulation mittels Beschränkungen im Münzverkehr scheiterte im Kongress im Januar 1865 deutlich. In der Öffentlichkeit wurde die ungenügende Praktikabilität des Vorschlags ins Lächerliche gezogen. Im Gremium selbst konnte er sich mit seinem Ansinnen, die Zinsen der Staatsanleihen mit “Greenbacks” auszuzahlen, vorerst nicht durchsetzen. Kurz vor seiner Abreise nach Lancaster in die Sitzungspause besuchte er Lincoln, was ihr letztes Treffen war.

### Reconstruction

#### Lincolns Tod und Nachfolge
Kurze Zeit vor dem Attentat auf Lincoln war dieser den Radikalen bei einigen Forderungen noch entgegengekommen, indem er ein Gesetz zur Einführung des Freedmen’s Bureau („Behörde für befreite Sklaven“) unterschrieb und in Louisiana das Wahlrecht für gebildete Afroamerikaner und dunkelhäutige Unionssoldaten forderte. Als Stevens von der Ermordung Lincolns erfuhr, rief er dem die Nachricht überbringenden Freund die katastrophalen Präsidentschaften von Tyler und Fillmore ins Gedächtnis, die jeweils einem verstorbenen Präsidenten nachgefolgt waren. Insgesamt zeigte er wenig Anzeichen von Trauer und blieb der offiziellen Gedenkveranstaltung in Lancaster fern. Stevens’ schlechte Vorahnung hinsichtlich des neuen Präsidenten bestätigte sich schnell. Der unionstreue Demokrat Johnson hatte zwar die Emanzipation befürwortet, da er sie für den Erhalt Vereinigten Staaten als notwendig erachtete, aber aus einer verarmten Familie aus North Carolina stammend, teilte er alle dort herrschenden rassistischen Vorurteile. So entmachtete er bis Anfang 1866 das Freedmen’s Bureau, das enteignete Plantagen verwaltete, und gewährte knapp 13.000 Rebellen Pardon, wodurch diese ihren Landbesitz zurückerhielten. Dies hatte die Vertreibung dort siedelnder früherer Sklaven zur Folge. Wie die Kongressmehrheit sah er die Sezessionsstaaten immer noch als Bestandteil der amerikanischen Union an und wollte ihnen so schnell wie möglich den Status vollwertiger Bundesstaaten zurückgeben, wie er bereits Anfang Mai mit der Anerkennung der Regierung Virginias unterstrich. Selbst für die konservativen Republikaner wurde das Wahlrecht für Afroamerikaner nun ein zentrales Thema, weil ohne ein solches in den Südstaaten, die mit dem Wegfall der Drei-Fünftel-Klausel ohnehin mehr Abgeordnete stellten als vor dem Bürgerkrieg, fast ausschließlich Demokraten Wahlchancen besäßen.
Stevens versuchte ohne Erfolg den Präsidenten wegen der Klärung der Reconstruction zu einer vorzeitigen Einberufung des Kongresses zu bewegen, dessen Sitzungsperiode 1865/66 erst im Dezember startete. Johnson verkündete stattdessen Ende Mai eine umfassende Amnestie für alle früheren Rebellen und gab North Carolina grünes Licht für die Organisation als Bundesstaat mit der 1861 gewählten State Legislature. Stevens war nun davon überzeugt, dass eine restriktive Reconstruction mit dem Präsidenten nicht möglich sei, sondern dazu die Initiative durch die Radikalen selbst in Form einer Mehrheit im Kongress ausgehen müsste, wozu die Hilfe der moderaten Republikaner benötigt wurde. Deshalb warb er auf dem Parteitag Pennsylvanias im August um Billigung seines Vorgehens. Am Ende verabschiedete die Convention neben einer Erklärung zur Gleichstellung der Afroamerikaner vor dem Gesetz eine Resolution, die für den Kongress die Kontrolle über die Reconstruction einforderte. In Abstimmung mit Sumner entwickelte er die Strategie, die Südstaaten vorerst nur als Bundesterritorien aufzunehmen und erst wenn sie alle Bedingungen erfüllten, deren wichtigste das Wahlrecht für Schwarze war, geschlossen als Bundesstaaten anzuerkennen. In einer landesweit rezipierten Rede Anfang September in Lancaster forderte Stevens zur Tilgung der Staatsschulden und Entschädigung der Verluste unionstreuer Bürger die Konfiskation des Eigentums der wohlhabendsten 10 % der früheren Sklavenhalter. Er schloss zwar Hinrichtungen als Sanktionen aus, aber für die Verbrechen der Südstaaten, wie zum Beispiel die im Kriegsgefangenenlager in Andersonville geschehenen, seien die Schuldigen zur Verantwortung zu ziehen. Ferner seien die Fundamente der südstaatlichen Gesellschaft zu zerschlagen, da andernfalls der Bürgerkrieg umsonst geführt worden sei. Viele Republikaner fühlten sich von dem Wortlaut, mit dem Bestrafungen gefordert wurden, befremdet. Nach einer Rede ähnlichen Inhalts im folgenden Monat in Gettysburg kam er in den Ruf, ein rachsüchtiger Jakobiner zu sein. So setzte der damals als Auslandskorrespondent in Amerika arbeitende junge Georges Clemenceau Stevens’ Haltung gegenüber den Südstaaten mit dem zorngetriebenen Eifer von Maximilien de Robespierre gleich. Dem widerspricht aber der Fakt, dass er ein Gegner des Todesstrafe war und sich bei Lincoln wie auch Johnson immer wieder für die Begnadigung entsprechend Verurteilter einsetzte. Außerdem pflegte er im persönlichen Bereich selbst mit ausgesprochenen politischen Gegnern wie dem ehemaligen Konföderierten Crawford einen freundlichen Umgang. Insgesamt ging es Stevens in diesem Zusammenhang nicht um Rache, sondern eine demokratische Umgestaltung der durch die Pflanzeraristokratie dominierten Gesellschaft der Südstaaten.

#### Zunehmende Konfrontation mit Johnson und der 14. Verfassungszusatz
Währenddessen wurde in all den Südstaaten, die Johnson in die Reconstruction führte, eine konservativ dominierte State Legislature gewählt und häufig ehemalige Entscheidungsträger der Konföderierten in den Bundeskongress entsandt. Es kam in diesen Gebieten zur Verabschiedung von Black codes, die die Rechte der Afroamerikaner soweit einschränkten, dass ihr Status nicht viel besser war wie der ehemals als Sklaven. Der vom Präsidenten zur Beobachtung in die Südstaaten entsandte Carl Schurz kam zum Schluss, dass die früheren Konföderierten wieder an die Macht gelangten, und wurde nach dieser negativen Bewertung nicht mehr im Weißen Haus empfangen. Mit Beginn der Sitzungsperiode 1865/66 versuchte Stevens stärker als jemals zuvor, die Führung des Repräsentantenhauses auszuüben, und entwickelte sich zur Schlüsselfigur im Konflikt zwischen Kongress und Präsident, der seine Linie in der Rede zur Lage der Nation im Dezember 1865 bekräftigt hatte. Stevens ließ sich durch einen republikanischen Caucus in ein vorbereitendes Gremium zur Bildung eines gemeinsamen Reconstruction-Komitees beider Häuser wählen. Außerdem verhinderte er über seinen Verbündeten McPherson, der mittlerweile Chefsekretär des Unterhauses war, die Platzierung von Repräsentanten aus den Südstaaten bei der Wahl zum Sprecher des Repräsentantenhauses. Als das 15-köpfige Gemeinschaftskomitee gebildet wurde, wurde Stevens zwar Leiter Untergruppe aus dem Repräsentantenhaus, aber die Radikalen stellten nur fünf Mitglieder. Im nun dreigeteilten Committee on Ways and Means führte er den Vorsitz im Ausschuss für Ausgaben, was einerseits seine Führungsposition im Unterhaus festigte, ihn andererseits im Vergleich zum Arbeitsaufwand im früheren großen Komitee entlastete. Bereits am zweiten Tag der Sitzungsperiode brachte Stevens Gesetzesinitiativen, die sich gegen das präsidiale Recontruction-Programm richteten und unter anderem die Entschädigung von Unionssoldaten und Landzuweisungen an alle befreiten Sklaven aus konfiszierten Rebellengütern vorsahen. In einer Debatte zwei Monate später führte er in diesem Zusammenhang die Landzuweisungen an frühere Leibeigene im Zuge der Großen Reformen von Zar Alexander II. als historisches Beispiel an. Vor dem Kongress bekräftigte er seine Überzeugungen zur Emanzipation und Konfiskation; außerdem sprach er sich gegen eine Beteiligung der Südstaaten bei Abstimmungen über neue Verfassungszusätze aus und sagte in diesem Zusammenhang: “This is not a white man’s government” („Dies ist kein Staat des weißen Mannes“).

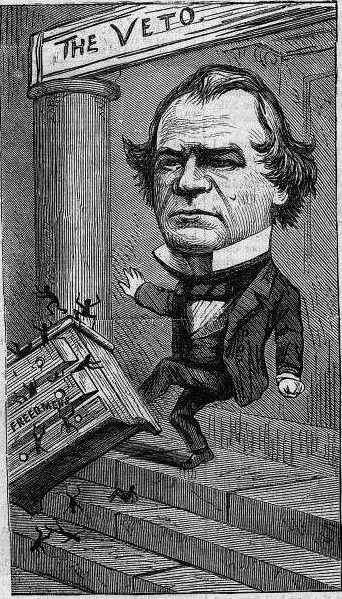
Karikatur zum Veto Johnsons gegen die Fortführung des Freedmen’s Bureaus (Thomas Nast, April 1866)

Im Januar kam es zu einem ergebnislos verlaufenden Treffen zwischen Mitgliedern des Reconstruction-Komitees und dem Präsidenten; in der Folge vergrößerte sich die Kluft zwischen Kongress und Weißem Haus. Der gemeinsame Ausschuss beriet zu dieser Zeit im Schwerpunkt über die Berechnungsgrundlage für die Sitzverteilung im Repräsentantenhaus sowie die Steuererhebung nach Abschluss der Reconstruction. Man einigte sich auf eine Erklärung, nach der die Anzahl der Sitze von der Bevölkerungszahl des Bundesstaates abhing, wobei die Bürger abgezogen wurden, die wegen ihrer Hautfarbe Opfer von systematischer Diskriminierung waren. Diese wurde in den, dem Kongress bereits zur Entscheidung vorliegenden und vom Republikaner James G. Blaine eingebrachten, 14. Zusatzartikel integriert. Wie Stevens in seiner abschließenden Rede zu diesem Gesetz, das er aus praktischen Erwägungen gegenüber einer kaum durchsetzbaren Bestimmung zum Wahlrecht für Schwarze präferierte, vor dem Kongress Ende Januar 1866 einräumte, sollte somit verhindert werden, dass frühere Konföderierte und demokratische Nordstaatler das Unterhaus dominierten. Als der Präsident Mitte Februar mit einem Veto zwei Gesetzesvorschläge des moderaten Republikaners Lyman Trumbull stoppte, die unter anderem den Weiterbetrieb der „Behörde für befreite Sklaven“ vorschrieben, und einige Tage später in einer öffentlichen Rede einer Schimpftirade über Stevens und andere Radikale ihren Lauf gab, brachte er die Partei gegen sich auf. Auf einem Caucus zu diesem Anlass empfahl Stevens, auf dem nächsten Parteitag die Arbeit des Kongresses zu loben und Johnson mit keinem Wort zu erwähnen.
Anfang März antwortete er vor dem Kongress auf die Herabwürdigung durch den Präsidenten in für ihn typischer Manier: Er habe den größten Respekt vor Johnson, anders als die demokratische Presse, die ihn jetzt unterstütze. Dann ließ er als Beleg einen Zeitungsartikel aus der New York World über die Amtseinführung Johnsons verlesen, der sich in despektierlichster Art und Weise über den Präsidenten äußerte. Der Verfassungszusatz Blaines scheiterte im Senat am Widerstand von Sumner, der eine Garantie des Wahlrechts für Afroamerikaner forderte und sich von Stevens nicht umstimmen ließ. Das Reconstruction-Komitee beriet daraufhin mehrere neue Vorschläge, bis es sich Ende April auf einen Text einigte, der fünf Punkte enthielt und auf einen Entwurf Robert Dale Owens zurückging. Er bestimmte, dass keine Person wegen ihrer Ethnie oder Hautfarbe ungleich behandelt werden dürfe, die Anzahl der Sitze im Repräsentantenhaus neu berechnet werden müsse, wenn bestimmte Bevölkerungsgruppen das Wahlrecht entzogen bekämen, dass Unterstützer der Konföderierten bis zum 4. Juli 1870 von Kongresswahlen auszuschließen sowie kriegsbedingte konföderierte Staatsschulden nichtig seien und stattete den Kongress mit entsprechenden Vollmachten aus. Außerdem legte ein zweiter Teil des Verfassungszusatzes unter anderem fest, dass die Südstaaten nach Unterzeichnung des Artikels ihre vollen Rechte als Bundesstaaten bekommen. In der Unterhausdebatte räumte Stevens zwar ein, dass der Zusatz ihm nicht weit genug ging und er nach wie vor das Wahlrecht für Schwarze und Landzuweisungen an die befreiten Sklaven forderte, aber mehr zurzeit nicht erreichbar war. Aufgrund der breiten Opposition gegen die Bestimmungen zum Wahlrecht brachte er nur mithilfe der Demokraten eine Mehrheit zustande. Nach einigen Textänderungen durch den Senat wurde der 14. Verfassungszusatz Mitte Juni endgültig verabschiedet. Obwohl der Artikel hinter Stevens’ Vorstellungen zurückblieb, wurde damit dennoch Johnsons Plan einer zügigen Reconstruction der Südstaaten verhindert. Einige Tage später veröffentlichte das Reconstruction-Komitee einen Bericht zur Lage in den Südstaaten, der deutlich den Einfluss von Stevens zeigt. Er konstatierte, dass es durch die Sezession vor Ort keine gültige Verfassung mehr gab, frühere Rebellen in wichtige Ämter gewählt und den Freigelassenen ihre Grundrechte versagt wurden. Aus seiner Privatkorrespondenz wusste Stevens schon vorher von Vertreibungen unionstreuer Bürger aus ihrer Heimat und Lynchmorden an Afroamerikanern. Noch im Mai war es zu mehrtägigen Rassenunruhen in Memphis gekommen, die in einem Massaker endeten, und auf Stevens Initiative hin zur Einrichtung eines Kongressausschusses führten. Daher lautete die Empfehlung des Unterausschusses, die Südstaaten erst nach rechtsstaatlichen Verbesserungen im Kongress zuzulassen.

#### Auf dem Höhepunkt der Macht
Der durch die Konfrontation mit Johnson noch prominenter gewordene Stevens, wurde, vom Weißen Haus einmal abgesehen, zu einem begehrten Gast der Washingtoner Gesellschaft. Zu dieser Zeit verschlechterte sich seine Gesundheit derart, dass dies der Umwelt nicht verborgen blieb. Trotz der Führungsrolle im Kongress blieben die Resultate hinter Stevens’ Erwartungen zurück. So engagierte er sich außenpolitisch als überzeugter Anhänger der Republik gegen die Französische Intervention in Mexiko, wo Napoleon III. eine Monarchie in Form des Kaiserreichs Mexiko eingerichtet hatte. Zu diesem Zweck traf er ab November 1865 mehrfach den Botschafter der Republik Mexiko und brachte bis Juni 1866 einige Resolutionen zur Unterstützung der Regierung von Benito Juárez ein. Vor dem Kongress warf er Frankreich vor, durch die Intervention die Monroe-Doktrin zu verletzen. Außenminister Seward blieb jedoch bei seinem zurückhaltenden Kurs gegenüber Paris, womit er letztendlich Erfolg hatte. Als der mexikanische Kaiser Maximilian I. schließlich hingerichtet wurde, hieß Stevens als einziger Kongressangehöriger diese Maßnahme gut. In der Innenpolitik konnte er ein Finanzierungsgesetz, das dem neuen Schatzminister Hugh McCulloch mehr Autorität zuwies und seinen Überzeugungen zur Geldpolitik widersprach, nicht verhindern. Mehr Erfolg hatte er mit einer durch das Unterhaus unterstützten Anfrage an das Weiße Haus über Anzahl und Umgang mit wohlhabenden Rebellen. Außerdem gelang es ihm, das Wahlrecht für Afroamerikaner im Distric of Columbia auf den Weg zu bringen, das im Senat 1867 verabschiedet wurde, sowie die Landkonfiskationen Shermans zugunsten 40.000 befreiter Sklaven gegenüber den enteigneten Plantagenbesitzern in South Carolina und Georgia zu sichern, wobei ein Veto des Präsidenten überstimmt wurde. Ferner setzte er sich für die Rechte der Indianer ein, indem er vom Innenminister einen Bericht über seine Ausgabenpolitik diesbezüglich einforderte. Den Eisenbahnbau betreffend engagierte er sich vor allem für die Union Pacific Railroad und sorgte für ein Gesetz, das dem Unternehmen mehr Zeit für die Fertigstellung der transkontinentalen Strecke verschaffte. Im Feld des Arbeitsrechts war er einer von nur wenigen Abgeordneten, die für die Einführung des Achtstundentags in der Hauptstadt stimmten. In der Wirtschaftspolitik verfolgte er weiterhin eine protektionistische Linie zugunsten Pennsylvanias und agierte gegen die Südstaaten, indem er Steuern auf Baumwolle forderte und Bundesmittel für den Deichbau in Mississippi, Arkansas und Louisiana ablehnte.
Im Sommer 1866 plante Johnson die Ausrichtung eines Konvents zur Gründung einer neuen Partei, die aus konservativen Republikanern und ehemaligen „Kriegsdemokraten“ (“War Democrats”) – also den Demokraten, die im Bürgerkrieg hinter Lincoln gestanden hatten – bestehen sollte. Auf einem Caucus Mitte Juli erreichte Stevens eine Resolution, die alle Republikaner dazu verpflichte, dieses Unterfangen des Präsidenten mit allen Mitteln zu verhindern. Diese Vorgabe bestimmte den folgenden Kongresswahlkampf. Der Rücktritt mehrerer Minister aus dem Kabinett Johnson sowie schwere Rassenunruhen in New Orleans Ende Juli begünstigten dabei die Aussichten der Radikalen. Die Convention des Präsidenten mit dem freundlichen Empfang früherer Konföderierter schadete ihm wie auch eine Reise nach Chicago, bei der er auf Zwischenrufe aus dem Publikum in unangemessener Weise reagierte, zusätzlich. So warf er den radikalen Republikanern vor, die Verantwortung für die Toten von New Orleans zu tragen. Der Parteitag in Lancaster nominierte Stevens nicht nur wieder für das Repräsentantenhaus, sondern sprach sich für seine Kandidatur für den Senat aus. Im Wahlkampf betonte er einmal mehr die Gleichheit aller vor dem Gesetz und stellte heraus, dass nach der Verfassung Amerikas die souveräne Gewalt allein beim Kongress liege. Im Oktober wurde Stevens mit großer Mehrheit in das Repräsentantenhaus gewählt.

Einteilung der Südstaaten in fünf Militärbezirke nach dem ersten Reconstruction-Gesetz

Die Sitzungsperiode 1866/67 zeigte Stevens zwar auf dem Höhepunkt seiner Macht, aber hielt auch einige Enttäuschungen bereit. Seine Auftritte im Repräsentantenhaus waren weiterhin energiegeladen, wenngleich er nun gesundheitlich bedingt häufiger unpässlich war. Stevens’ Hauptanliegen blieb, die von Johnson beabsichtigte schnelle Reconstruction der Südstaaten zu stoppen; trotz der deutlichen Niederlage bei den Kongresswahlen gab der Präsident in diesem Streit kein Stück nach. Kurzzeitig ergab sich für Stevens die Chance auf einen Sitz im Senat. Die Amtszeit des bisherigen Mandatsträgers Edgar Cowan lief nämlich aus und als Angehöriger des Johnson-Lagers hatte er keine Aussichten auf eine Wiederwahl, die damals durch die State Legislature erfolgte. Da die Republikaner in Pennsylvania zwischen Cameron und Andrew Gregg Curtin gespalten waren, bot sich Stevens als Kompromisskandidat an. Er reiste erst spät und widerwillig nach Harrisburg, um für sich zu werben, und unterlag am Ende Cameron sehr deutlich. Nachdem er sich auf einem Caucus der Unterstützung versichert hatte, stellte Stevens zu Beginn der Sitzungsperiode 1866/67 den gegen Johnson gerichteten Tenure of Office Act („Amtsdauergesetz“) vor, nach dem wichtige Amtsträger der Regierung nur mit Zustimmung des Senats und nicht durch den Präsidenten allein entlassen werden konnten. Auf seine Initiative hin beschloss der Kongress, mit der Sitzungsperiode 1867/68 bereits im März, also unmittelbar nach seiner Vertagung, zu starten und keine gewählten Abgeordneten aus den Südstaaten als Mitglieder zu akzeptieren. Als die Südstaaten auch nach den Wahlen die Unterzeichnung des 14. Zusatzartikels verweigerten, wurde die Frage des Umgangs mit ihren Delegierten zwar hinfällig, verstärkten aber Stevens in seiner Überzeugung, dass gegen sie strengere Maßnahmen getroffen werden mussten. Nachdem der Oberste Gerichtshof der Vereinigten Staaten mit der Ex-parte-Milligan-Entscheidung den Spruch eines Militärgerichts gegen einen Copperhead – das waren Demokraten in den Nordstaaten, die den Bürgerkrieg ablehnten – aufhob, sah Stevens seine Pläne in Gefahr, die Reconstruction der Südstaaten mittels Militärherrschaft zu gewährleisten.

#### Reconstruction Acts und Vorbereitung des Amtsenthebungsverfahrens gegen Johnson
Er brachte daher Anfang Januar 1867 einen Gesetzesvorschlag ein, der zur staatlichen Reorganisation der Südstaaten Verfassungskonvente vorsah, wobei die jeweiligen Delegierten auf Grundlage universellen Wahlrechts bestimmt wurden und frühere Amtsinhaber der Konföderierten ihres für die kommenden fünf Jahre verloren. Das Gesetz, das an die Stelle des 14. Verfassungszusatzes treten sollte, stieß auf starke Opposition und wurde zur Überarbeitung an das Reconstruction-Komitee zurückverwiesen. Anfang Februar führte er einen Vorschlag des Komiteemitglieds George H. Williams im Unterhaus ein, der die zur Reconstruction anstehenden Staaten dem Kriegsrecht unterwarf und sie dem General-in-chief als höchster Autorität unterstellte. Diesem Vorhaben war gleichfalls keine Mehrheit im Repräsentantenhaus beschieden, jedoch konnte Stevens eine Delegierung an den Justizausschuss verhindern. In diesem Fall stimmten die Demokraten mit ihm, um so die Republikaner weiter zu spalten. Zum Verdruss Stevens’ änderte der Senat den Mitte Februar verabschiedeten ersten Reconstruction Act so ab, dass der Präsident und nicht der General-in-chief Grant die Kommandeure der fünf Militärbezirke ernannte. Ferner verpflichtete es die Südstaaten zur Ausrichtung von Verfassungskonventen und Garantie universellen Wahlrechts, um die Reconstruction abschließen zu können. Im März schlug Stevens ohne Erfolg eine Ergänzung zum Reconstruction Act vor, die Landkonfiskationen forderte und von modernen Verfechtern von Reparationszahlungen an Afroamerikaner als erster Versuch in diese Richtung gewertet wird. In diesem Zusammenhang bezeichnete er die “peculiar institution” als die bisher barbarischste Form der Sklaverei in der Menschheitsgeschichte. Erneut sprach er den Südstaaten den Schutz durch die amerikanische Verfassung ab und berief sich dabei auf das Hauptwerk des Völkerrechtlers Emer de Vattel. Das erste Reconstruction-Gesetz war trotzdem das wichtigste Ergebnis dieser Sitzungsperiode und überstand das präsidiale Veto. Außerdem wurde zur Genugtuung Stevens der Tenure of Office Act verabschiedet. Mit anderen überlegte er zu dieser Zeit verstärkt, ein Amtsenthebungsverfahren (“Impeachment”) gegen Johnson anzustrengen, ohne allerdings einen hinreichend schweren Verstoß identifizieren zu können. Die Hinweise darauf, dass ein Impeachment weniger populär war, als von den radikalen Republikanern angenommen, überging er und zählte dabei auf die Stimmen des neu hinzugekommenen Bundesstaats Nebraska. Anfang Januar gab ein Caucus grünes Licht und schob im Justizausschuss eine mehrere Monate andauernde Untersuchung gegen den Präsidenten an.
Anfangs der im März verzugslos startenden Sitzungsperiode 1867/68 scheiterte Stevens damit, das Reconstruction-Komitee fortzuführen. Gleichfalls vergeblich stellte er ein Gesetz vor, das alle öffentlichen Ländereien der Südstaaten sowie das der rebellischen Großgrundbesitzer enteignete und in Parzellen zu je 16 Hektar pro Familie an die befreiten Sklaven verteilte. Ab Mitte 1867 begann allerdings die Konfiskationsfrage massiv an Bedeutung zu verlieren und wurde schließlich als Mittel zur Entschädigung der Freigelassenen verworfen. Schwerpunkt des 40. Kongresses war die Ausstattung des ersten Reconstruction-Gesetzes mit zusätzlichen Bestimmungen zur Ansetzung und Durchführung der Wahlen in den Südstaaten. Die Chancen auf ein erfolgreiches Impeachment schmolzen, als Wade Präsident pro tempore des Senats und somit amtierender Vizepräsident wurde. Wegen seiner radikalen Ansichten, unter anderem zur Inflation, genoss er so wenig Vertrauen, dass sie ihm selbst den unbeliebten Johnson vorzogen. Die Gegnerschaft zur Johnson-Regierung hielt ihn nicht davon ab, mit Außenminister Seward beim Kauf Alaskas zu kooperieren. Stevens war als Anhänger der Manifest Destiny ein Befürworter dieser territorialen Expansion, die sich breiter Kritik ausgesetzt sah, wobei das zu erwerbende Gebiet als “Walrussia” (Kofferwort aus “Walrus” („Walross“) und Russia („Russland“)) oder “polar bear garden” („Eisbärgarten“) verspottet wurde. In diesem Fall argumentierte er mit Erfolg entgegen seiner sonstigen Linie, indem er die Macht, Staatsverträge abzuschließen nicht im Unterhaus, sondern beim Präsidenten und Senat verortete. Daneben drängte er Seward zum Kauf der Bucht von Samaná von der Dominikanischen Republik. Nach Stevens Tod behauptete Seward, dass der russische Botschafter Eduard von Stoeckl neben anderen Personen im Kapitol auch Stevens für den Kauf Alaskas bestochen habe. Aufgrund Stevens grundsätzlicher Zustimmung zur territorialen Erweiterung und der persönlichen Antipathie zwischen ihm und Seward hält der Biograph Trefousse diesen Vorwurf für „offensichtlich ungerechtfertigt“. In der kurzen Sitzungspause im Mai 1867 traf Stevens gesundheitlich so stark beeinträchtigt in Lancaster ein, dass er beim Treppensteigen auf die Hilfe anderer angewiesen war. Die damals in der Symptombeschreibung ungenau verfassten Arztbriefe lassen aus heutiger Sicht keine genaue Diagnose zu.
Währenddessen interpretierte Henry Stanbery, der United States Attorney General, die Reconstruction Acts so, dass den Beamten vor Ort bei der Entscheidung darüber, wen sie in das Wählerverzeichnis aufnahmen, viel Spielraum ließen. Stevens bestritt, dass Stanbery das Recht hatte, sich in dieser Art über die vom Kongress verabschiedeten Gesetze hinwegzusetzen. Noch in Lancaster gab er dem New York Herald ein Aufsehen erregendes Interview. Er äußerte sich darin sehr ungünstig über republikanische Kongressmitglieder und pessimistisch über die Aussichten eines Impeachments. Später sah er sich dazu genötigt, in einer Erklärung vor dem Repräsentantenhaus seine Aussagen über John Bingham, Robert Cumming Schenck, Butler und andere zu dementieren. Als der Kongress Anfang Juli wieder zusammentrat, wurde ein Sonderkomitee zur Reconstruction eingerichtet und Stevens zum Vorsitzenden bestellt. Binnen weniger Tage bereitete er einen dritten Reconstruction Act vor, der die Kommandeure der fünf Militärbezirke dazu ermächtigte, in den Personalkörper der Zivilverwaltung einzugreifen. Außerdem wurde der zivilen Gerichtsbarkeit jede Einmischung in das Militärregime, dem die provisorischen Regierungen der Südstaaten unterstellt waren, verboten. Das Gesetzespaket wurde Mitte Juli von beiden Häusern verabschiedet und überstand ein Veto des Präsidenten. Zur Unzufriedenheit Stevens’ vertagte sich der Kongress im Juli, ohne einen Abschlussbericht des Untersuchungsausschusses gegen den Präsidenten abzuwarten. Kaum war er zurück nach Lancaster abgereist, entließ Johnson den ständig gegen ihn opponierenden Kriegsminister Edwin M. Stanton gemäß den Vorgaben des Tenure of Office Acts und setzte Grant als kommissarischen Nachfolger ein. Mit der gleichzeitigen Entlassung von General Philip Sheridan als Kommandeur einer der fünf Militärbezirke bot der Präsidenten einen möglichen Hebel für ein Impeachment, zumal er mit den Generalen George Henry Thomas und Daniel E. Sickles weitere Bezirkschefs ablöste. Trotzdem war Stevens hinsichtlich der Erfolgsaussichten eines Amtsenthebungsverfahrens wenig zuversichtlich und wurde in seinem Pessimismus bestätigt, als bei den Wahlen zu den State Legislatures die Demokraten von den weit verbreiteten rassistischen Vorbehalten gegen das Wahlrecht für Afroamerikaner profitierten und beträchtliche Stimmgewinne verzeichneten. Mitte November zum Beginn der Sitzungsperiode in der Hauptstadt eingetroffen, war sein kritischer Gesundheitszustand so offensichtlich, dass die Zeitungen davon ausgingen, dass dieser Kongress sein letzter wurde.

### Amtsenthebungsverfahren gegen den Präsidenten
Zur Überraschung vieler, die ihn wegen der Berichterstattung über seine Krankheit bereit abgeschrieben hatten, war sein Führungswille ungebrochen. Gleich zu Beginn der Sitzungsperiode brachte er mehrere Gesetzesvorschläge ein, die unter anderem eine Zerschlagung von Texas in mehrere Bundesstaaten vorsahen. Ende November gab der Untersuchungsausschuss eine Empfehlung für die Einleitung eines Amtsenthebungsverfahrens ab, ohne auf schwere Verstöße Johnsons gestoßen zu sein. Die Anklagepunkte waren daher in mancher Beziehung fadenscheinig. Zwei Wochen später lehnte das Unterhaus zur Enttäuschung Stevens’ die Initiierung eines Impeachments ab, wobei er durch seine Fürsprache für inflationäre Geldpolitik kurz zuvor moderate Republikaner in das Lager des Präsidenten getrieben hatte. Die Spaltung der Republikaner hielt nicht lange vor, denn beide Fraktionen stellten sich gemeinsam hinter den vierten Reconstruction Act, der eine Wählermehrheit zur Ratifizierung der neuen Landesverfassung in den Südstaaten vorschrieb, und richteten gemäß der Forderung Stevens’ ein neues Reconstruction Komitee ein. Dennoch blieben seine Versuche zur gesetzlichen Einführung des universellen Wahlrechts weiterhin ohne Erfolg. Die Aussichten für ein Impeachment stiegen im Januar 1868, als der Senat die Zustimmung zur Entlassung Stantons verweigerte und Johnson aufforderte, ihn wieder zum Kriegsminister zu machen. Obwohl vom Präsidenten anders beordert, übergab Grant in der Folge die Amtsräume an Stanton. Nun überzeugte Stevens das Unterhaus davon, das Amtsenthebungsverfahren an das Reconstruction Komitee zu übertragen, in dem er den Vorsitz hatte. Unmittelbar darauf starteten die Anhörungen und erste Zeugen wurden vorgeladen. Mitte Februar eröffnete er dem Ausschuss seine Anklagepunkte, die Johnson unter anderem vorwarfen, den Kongress zu missachten, zum Zwecke der Korruption ein Patronagesystem zu betreiben und insgesamt die volle Regierungsgewalt an sich reißen zu wolle. Mit Empörung reagierte er, als das Komitee gegen eine Vorlage dieser Erklärung vor dem Unterhaus stimmte. Er warf daraufhin Grant vor, dass er seinen Einfluss einsetzte, um die Anklage zu stoppen.

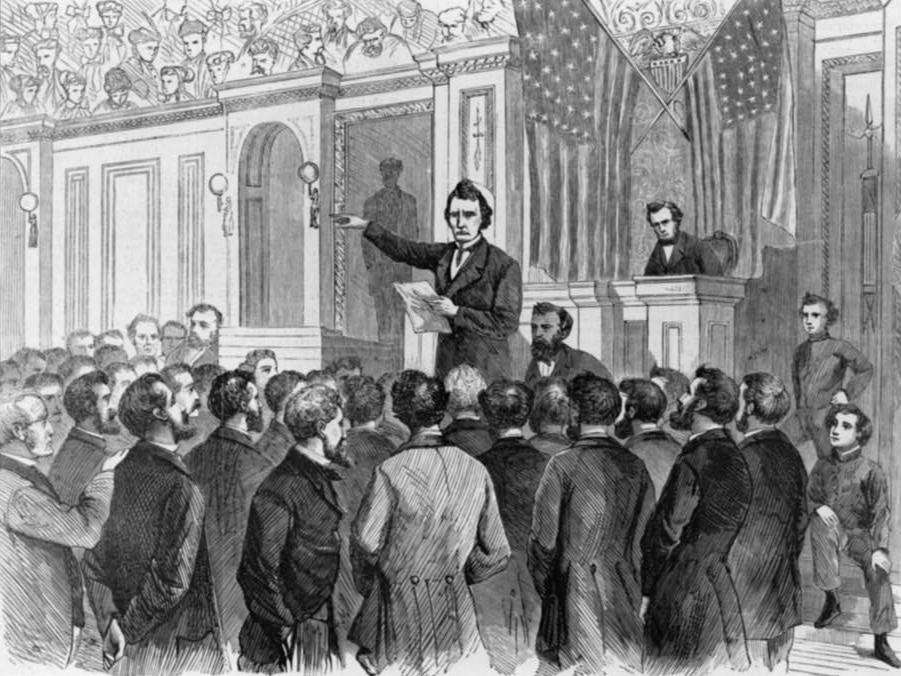
Stevens bei seiner Rede vor dem Repräsentantenhaus am 2. März 1868 (Harper’s Weekly, 21. März 1868)

Stevens, der festen Überzeugung, dass nur mit der Absetzung Johnsons die durch den Bürgerkrieg erkämpften Fortschritte gesichert werden konnten, bekam nur wenige Tage später wieder Rückenwind für seine Unternehmung: Am 21. Februar informierte der Präsident den Senat, dass er General Lorenzo Thomas zum neuen Kriegsminister bestimmt und Stanton abgesetzt habe. Der Kongress nahm diese Nachricht mit Entrüstung wahr, während sich Stanton in seinen Amtsräumen verbarrikadierte. Stevens sah sich in seinem Kampf gegen Johnson bestätigt und sagte in dieser Sache: “If you don’t kill the beast, it will kill you” („Wenn du die Bestie nicht tötest, wird sie dich töten“). Der Repräsentant John Covode beantragte daraufhin, dass der Präsident wegen dieses schweren Vergehens seines Amtes enthoben werden sollte, was an den Untersuchungsausschuss von Stevens weitergeleitet wurde. Bereits am nächsten Tag legte dieser dem Repräsentantenhaus eine Resolution zur Abstimmung vor, wobei in der folgenden Debatte die englischen Könige Karl I., Jakob II. und Georg III. als historische Stichworte für das Verhalten Johnsons fielen. Stevens hielt die letzte Rede dieser Debatte am 2. März und war von seiner Krankheit bereits so angegriffen, dass ihm die Stimme versagte und McPherson sie vorlesen musste. Er schlug zum weiteren Vorgehen zwei Kommissionen vor, von denen eine die konkreten Anklagepunkte erarbeitete und die andere zur Verständigung mit dem Senat diente. Das Unterhaus stimmte dem zu und Stevens und Bingham wurden Mitglieder in beiden Gremien. Das Komitee erarbeitete zehn Anklagepunkte, die die Entlassung von Stanton, die Berufung von Thomas sowie die Personalmaßnahmen hinsichtlich der Bezirkskommandeure als Verstöße nannte. Laut Trefousse war die Anklageschrift repetitiv und nicht sehr überzeugend. Stevens war im Ausschuss nicht mehr in der Konstitution, die gewohnt aktive Rolle einzunehmen, weshalb er Butler um Unterstützung bat. Auf Grundlage von Stevens’ Ausführungen konzipierte James F. Wilson den später bei der entscheidenden Abstimmung im Senat zur Frage stehenden Anklagepunkt. Dieser hatte Johnsons Erklärung, dass der 40. Kongress wegen des Ausschlusses von gewählten Abgeordneten aus den Südstaaten nicht gesetzeskonform sei, zur Grundlage und warf ihm unter anderem vor, die Reconstruction Acts zu missachten. Am 2. März 1868 stimmte das Repräsentantenhaus der Einleitung eines Amtsenthebungsverfahrens zu und bestimmte einen Stab für die weitere Strafverfolgung, zu dem Stevens zählte. Aufgrund seiner schweren Krankheit wurde statt seiner George S. Boutwell und kurze Zeit später Bingham zum Stabschef bestimmt. Währenddessen funktionierte der Senat seinen Saal zu einem Gerichtshof um.
In Stevens’ Abwesenheit forderte der Stab Anfang März 1868 den Senat zur Vorladung des Präsidenten auf. Johnson hatte ein Team aus mehreren Anwälten zusammengestellt, zu denen ursprünglich auch der frühere Außenminister Jeremiah S. Black gehörte. Diese Personalie brachte Stevens in Verlegenheit, da Black als Repräsentant einer Investorengruppe den Kauf einer Insel vor der dominikanischen Küste durch die Vereinigten Staaten gefordert hatte. Dazu hatte sein Sohn Präsident Johnson eine Unterschriftenliste von Unterstützern vorgelegt, zu denen auch Stevens gehörte. Später wurde ihm vorgeworfen, er habe Johnson angeboten, die Klage gegen ihn fallen zu lassen, wenn er die Insel kaufte. Stevens machte zu seiner Verteidigung geltend, dass er nicht gewusst habe, dass seine Unterschrift Black und Johnson präsentiert werde. Zur Enttäuschung Stevens’ erschien der Präsident nicht zum anberaumten Vorladungstermin. Nach einer Beratung im Senat gewährte dieser Johnson eine Fristverlängerung von zehn Tagen. Am 23. März schließlich verteidigte sich der Präsident vor dem Senat und machte geltend, dass Stanton nicht dem Schutz durch das Amtsdauergesetz unterlegen habe, da er noch vor dessen Verabschiedung durch Lincoln ernannt worden sei. Ferner halte er den Tenure of Office Act für verfassungswidrig und strebe eine gerichtliche Klärung dieser Frage an. Der Strafverfolgungsstab wies in seiner Replik am nächsten Tag die Argumentation der Verteidigung zurück und setzte den Beginn der eigentlichen Verhandlung für den 30. März fest. Die Führung der Anklage übernahm Butler, da Stevens gesundheitsbedingt dazu nicht mehr in der Lage war. Butler behandelte die Causa als einfachen Rechtsfall, ohne auf die politischen Dimensionen einzugehen, was der Sache schadete. Diese Leichtfertigkeit spiegelte sich sowohl in seiner allgemein als wenig überzeugend wahrgenommenen Eröffnungsrede als auch in der von ihm durchgeführten Zeugenbefragung wider. Viele Historiker schrieben später den für die Anklage ungünstigen Verlauf des Impeachments dem Ausfall Stevens’ zu.
Am 27. April sagte Stevens vor dem Senat aus. Stark geschwächt, war er kaum zu hören, so dass er schließlich Butler sein Redemanuskript übergab, um es vorzulesen. Seine Erklärung führte aus, dass für ihn der elfte, von Wilson nach seinen Ausführungen formulierte, Anklagepunkt der entscheidende sei. Der Präsident habe gemäß Verfassung gesetzesausführende, aber nicht gesetzgeberische Gewalt. Der Historiker James Ford Rhodes sah später in dieser Rede die stärkste Argumentation auf Seiten der Anklage. Dennoch wurde im weiteren Verfahren ein Erfolg der Johnson-Gegner immer zweifelhafter, da die radikalen Republikaner wegen schlechter Wahlergebnisse auf Ebene der Bundesstaaten und der notwendigen Verabschiedung eines vierten Reconstruction Acts unter politischem Druck standen. Stevens blickte ab Mitte März dem Ausgang des Verfahrens pessimistisch entgegen. Bei der in alphabetischer Reihenfolge durchgeführten, namentlichen Abstimmung im Senat am 16. Mai zeichnete sich nach dem Votum des unschlüssigen Edmund Gibson Ross ab, dass die für eine Amtsenthebung notwendige Zweidrittelmehrheit nicht erreicht wurde, auch wenn am Ende nur eine Stimme fehlte. Stevens vermutete wie die anderen Ankläger ohne jede Grundlage Korruption als Ursache für dieses Ergebnis, das der Senat bei zwei weiteren Anklagepunkten zehn Tage später bestätigte, bevor er den Gerichtshof auf unbestimmte Zeit vertagte. Deshalb eröffneten sie diesbezüglich ein ergebnislos verlaufendes Untersuchungsverfahren, in dessen Rahmen sie Zeugen vorluden und in Bankkonten einsahen. Einer der Zeugen wurde wegen Missachtung des Gremiums im Keller des Kapitols inhaftiert. Die Republican National Convention unterbrach dieses Verfahren für einige Tage; dort wurde Grant zum Präsidentschaftskandidaten nominiert. Anders als von Stevens erhofft, fand sich im Wahlprogramm keine Forderung nach einem universellen Wahlrecht. Im Anklägerstab stellte er Anfang Juli fünf neue Anklagepunkte gegen den Präsidenten vor, die ihm unter anderem vorwarfen, dass er Patronage zum Machtmissbrauch ausnutzte, zukünftige Senatoren aus Colorado zu Meineiden überreden versuchte und konfiszierte Güter in den Südstaaten wiederhergestellt hatte. Trotz seiner Hoffnung in der kommenden Sitzungsperiode 1868/69 mit der Anklage fortfahren zu können, war er sich darüber im Klaren, dass die Sache verloren war. Trefousse sieht vor allem den Umstand, dass im Falle einer Amtsenthebung Johnsons der noch unpopulärere Wade Präsident geworden wäre, als ursächlich für die Niederlage der Ankläger im Senat an.
Derweil hatte er als Vorsitzender des Reconstruction-Komitees Mitte Mai dem Unterhaus die Anerkennung von Arkansas, North und South Carolina, Louisiana, Georgia sowie Alabama als Bundesstaaten vorgeschlagen, da sie nun die Bedingungen der vier Reconstruction Acts erfüllten, sprich das Wahlrecht für Afroamerikaner in ihren Verfassungen garantierten. In diesem Zusammenhang sprach sich Stevens gegen eine Gesetzesänderung aus, die den Bundesstaaten spätere Modifikationen beim universellen Wahlrecht erlaubte. Er prognostizierte dabei relativ exakt später folgende gesetzliche Maßnahmen in den Südstaaten, mit denen Afroamerikanern der Eintrag in die Wählerlisten verwehrt wurde. Nachdem der Kongress für die Aufnahme dieser Bundesstaaten gestimmt hatte, überstand das Gesetzespaket Ende Juni ein Veto des Präsidenten. Im Rahmen der Beitrittsdebatte sprach sich Stevens mehrfach ohne Erfolg für eine gesetzliche Verankerung des universellen Wahlrechts in der gesamten Nation aus und machte geltend, dass dies die Gründerväter damals nur wegen der Existenz der “peculiar institution” unterlassen hatten. Im Präsidentschaftswahlkampf unterstützt er Grant, obwohl er ihn wegen seiner fehlenden politischen Erfahrung und offensichtlichen Nähe zu Johnson wenig schätzte. Mit einer Rede, in der er erneut seine Präferenz für inflationäre Geldpolitik äußerte und ankündigte gegen jeden Kandidaten zu stimmen, der die Auszahlung der Staatsanleihen in Hartgeld forderte, sorgte er für Aufsehen und erntete parteiintern viel Kritik. In einem öffentlichen Brief verteidigte er sich und stellte klar, dass er mit seiner Rede auf keinen Fall Partei für den demokratischen Präsidentschaftskandidaten Horatio Seymour und dessen Running Mate Francis Preston Blair Jr. ergreifen wollte. Ende Juli sprach er das letzte Mal im Repräsentantenhaus, wobei er seine Unterstützung für Bundesmittelzuweisungen an das Department of Alaska und den Kauf der Bucht von Samaná signalisierte.

### Tod

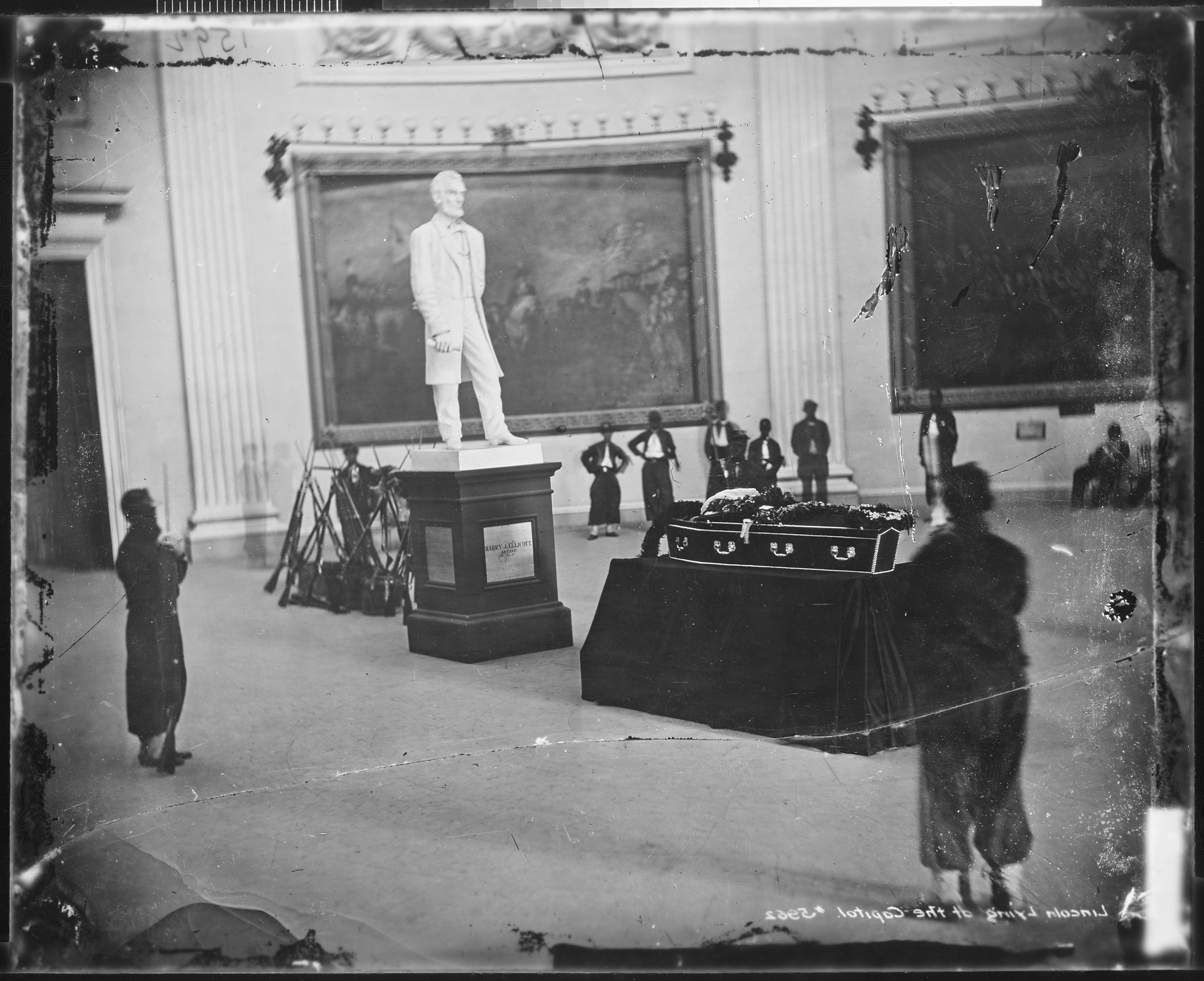
Afroamerikanische Soldaten der Zuaven bei der Totenwache (Militär) an Stevens Sarg in der Rotunde des United States Capitol (13. August 1868)

Als die Sitzungsperiode nach seiner letzten Rede endete, war er zu geschwächt, um nach Lancaster zurückzukehren, und blieb an das Bett gefesselt in Washington. Dass sein Ende kurz bevorstand, war allen Beobachtern klar. In den letzten Tagen pflegte ihn seine Haushälterin Smith, während die ihm von seinem Hausarzt in Lancaster verschriebene Medikation nicht mehr half und sein Neffe Thaddeus Jr. eintraf, um ihn ein letztes Mal zu sehen. Am 9. August erlitt er einen schweren Rückfall, nachdem ihn die Behandlung durch einen lokalen Arzt kurzfristig Linderung verschafft hatte. Zwei Tage später konnte er sich noch einmal sammeln und empfing seinen früheren Anwaltslehrling Simon Stevens, mit dem er sich über politische Angelegenheiten unterhielt. Später stießen seine Haushälterin, ein Pastor sowie weitere Personen hinzu. Er gab noch einmal seine Hoffnung bekannt, bald nach Lancaster reisen zu können, bevor sich sein Zustand rapide verschlechterte. Nachdem zwei methodistische Geistliche mit ihm gebetet und zwei Barmherzige Schwestern ihn getauft hatten, wobei fraglich ist, ob sich Stevens dieses Umstands bewusst war, informierte ihn der Arzt, dass er kurz vor dem Tode stand. Gegen Mitternacht zwischen dem 11. und 12. August starb Stevens. Mit seinen letzten Worten hatte er zuvor noch um Eiswürfel gebeten, deren Kauen ihn beruhigt hatte.

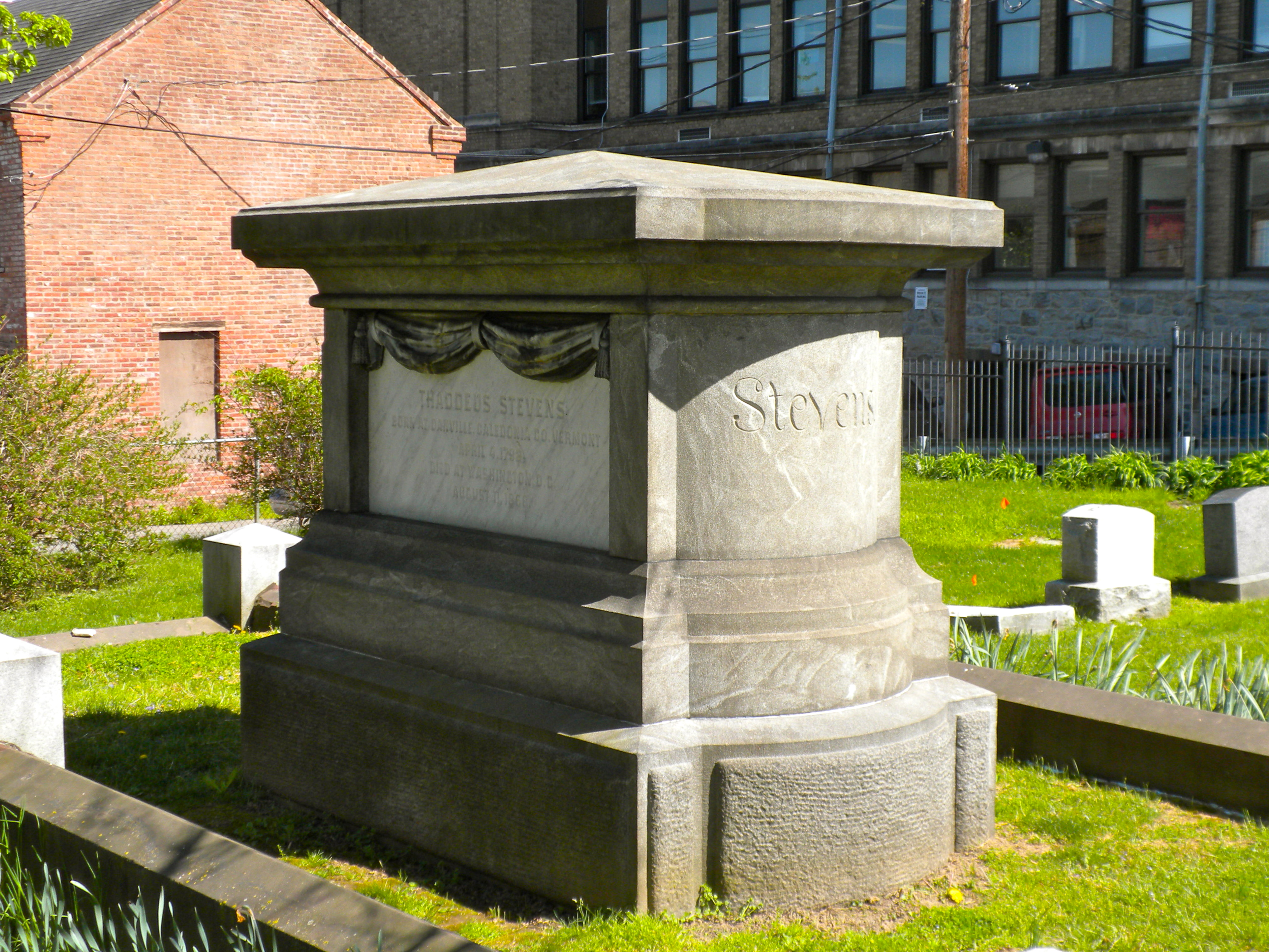
Stevens’ Grab in Lancaster

Die Nachricht von seinem Tod verbreitete sich schnell und bald kamen große Menschenmengen in sein Haus, um seinen im Empfangszimmer aufgebahrten Leichnam zu sehen. Schließlich wurde er von afroamerikanischen Zuaven begleitet in die Rotunde des United States Capitol verlegt. Hier wurde am Morgen des 14. August eine Trauerzeremonie abgehalten und im Anschluss Stevens’ Überreste zum Bahnhof überführt, von dem sie in einem Spezialzug über Baltimore und Harrisburg nach Lancaster transportiert wurden, wo am folgenden Tag die Beerdigung nach lutherischem Ritus stattfand. Den Friedhof hatte Stevens bewusst ausgewählt, da er als einziger in Lancaster Tote aller Hautfarben aufnahm, und diese Entscheidung in seiner Grabinschrift thematisiert: “I have chosen this that I might illustrate in my death The Principles which I advocated Through a long life” („Ich habe mich für diesen [Friedhof] entschieden, damit ich in meinem Tod die Prinzipien illustrieren möge, die mich durch ein langes Leben geleitet haben“). Sein Tod fand weite Beachtung, selbst die London Times berichtete, dass Amerika einen ihrer führenden Männer verloren habe. Auch die gemäßigt republikanischen Zeitungen, die ihn stets bekämpft hatten, räumten in den Berichten seine herausragende Bedeutung ein. So bezeichnete die New York Times Stevens in ihren Nachruf als „das böse Genie der Republikaner“. Wenig wertschätzend fielen erwartungsgemäß die Todesnachrichten in den demokratischen Zeitungen aus. Stevens’ Wählerschaft nominierte ihn trotz seines Todes für die kommenden Kongresswahlen. So stand erst nach der fälligen Nachwahl sein ehemaliger Anwaltslehrling Oliver James Dickey als Repräsentant für den 9. Wahlbezirk fest. Dieser hielt zu Beginn der Sitzungsperiode 1868/69 die umfangreichste Trauerrede zum Tode von Stevens. Die meisten Trauerredner im Kongress, einschließlich der demokratischen, lobten neben Stevens’ Errungenschaften seine Führungsqualitäten und Esprit. Dennoch lasteten ihm einige Sprecher seinen Eifer im Kampf gegen die Freimaurer sowie die Ansichten zur inflationären Geldpolitik an.
Sein im Juli 1867 abgefasster letzter Wille, dem im November ein Anhang beigefügt worden war, bestimmte die Testamentsvollstrecker dazu, alle Einnahmen aus dem Verkauf von Eigentumswerten in Staatsanleihen anzulegen. Er vermachte der Stadt Peacham samt ihrem Friedhof, auf dem seine Mutter ruhte, und Thaddeus Jr., einer Nichte in Indianapolis sowie Simon Stevens Geldsummen. Smith erhielt eine jährliche Rente und durfte sich aus der Inneneinrichtung Mobiliar nach ihrem Ermessen aussuchen. Des Weiteren bedachte er die German Baptists sowie das Pennsylvania College. Thaddeus Jr. bekam zusätzlich schrittweise das Wohnhaus und die Anwaltspraxis in Lancaster überschrieben, sollte er keinen Alkohol mehr anrühren. Im Falle seines vorherigen Todes war vorgesehen, aus dem Immobilienwert ein Waisenhaus zu machen, sollte er eine gewisse Summe überschreiten. Diese komplexe Regelung führte in der Folge zu Rechtsstreitigkeiten zwischen der Stevens-Familie und den Testamentsvollstreckern, bis im Jahr 1894 das Gericht zugunsten jener entschied und ein Waisenhaus gebaut wurde, das Stevens’ Namen erhielt.

## Nachleben

### Historische Bewertung und Persönlichkeit
In jeder Diskussion über die Reconstruction ist Stevens’ Rolle von herausragender Bedeutung, obwohl er knapp zehn Jahre vor ihrem Ende starb. Sein historisches Ansehen schwankte gemeinsam mit dem der radikalen Republikaner insgesamt. In der zu Beginn des 20. Jahrhunderts in Amerika dominierenden „Dunning-Schule“ wurden Reconstruction und Emanzipation der Afroamerikaner als ein großes, an den Südstaaten verübtes Unrecht interpretiert. Dementsprechend negativ lauteten die Bewertungen zu Stevens. Den Höhepunkt erreichte diese Entwicklung 1915 in dem rassistischen Film Die Geburt einer Nation, der einen unfähigen und realitätsfremden Nordstaaten-Politiker mit deutlicher Ähnlichkeit zu Stevens porträtiert. In seinem 1960 erschienenen Werk Andrew Johnson and Reconstruction löste Eric McKitrick eine Bewegung hin zu einer anderen, positiveren Sichtweise auf die Reconstruction und damit zusammenhängend Stevens aus. Vor dem Hintergrund der amerikanischen Bürgerrechtsbewegung der 1950/60er Jahre wurden zudem die radikalen Republikaner in einem anderen Licht betrachtet und zum Beispiel von Trefousse als „Lincolns Vorhut für Rassengerechtigkeit“ bezeichnet. Eric Foner, der als führender Historiker zur Reconstruction gilt, kommt dagegen 1980 zu der Bewertung, dass die außergewöhnliche Komplexität seiner unterschiedlichen Motive und die bei ihm vorliegende Mischung aus Idealismus und politischem Opportunismus eine Kategorisierung von Stevens nahezu unmöglich machte. Am bekanntesten bleibt er als radikaler Republikaner und in der Populärkultur für die mögliche Liebesbeziehung mit seiner afroamerikanischen Haushälterin.
Stevens folgte politisch ganz der Tradition seiner Heimat Neuengland und insbesondere Vermonts, das den “Jeffersonian Republicans” ablehnend gegenüberstand. Während seiner gesamten Karriere als Politiker blieb er dem Prinzip treu, stets mit den Gegnern der Demokratisch-Republikanischen Partei zu kooperieren. In seiner Hingabe an die Prinzipien von Republikanismus und Gleichheit, die mit einer strikten Orientierung an der Unabhängigkeitserklärung der Vereinigten Staaten einherging, war er laut dem Historiker John David Smith seinen Zeitgenossen weit voraus und polarisierte diese. Während seine Anhänger in ihm einen „Racheengel Gottes“ sahen, verdammten ihn die Gegner als einen „aus der Hölle entstiegenen Agenten des Teufels“. Trotz negativer Charaktereigenschaften wie Egoismus, Rachsucht und Sardonismus verstand er wie kein anderer Amtsträger der Bürgerkriegszeit, seine idealistischen, egalitären Überzeugungen mit dem Pragmatismus eines geschickten Politikers zu verbinden. Dabei war er ein begabter Redner und sein Witz und Sarkasmus so gefürchtet, dass die Gegner eine offene Debatte mit ihm mieden. Stevens selbst war mit dem von ihm Erreichten unzufrieden, bezeichnete sein Leben einmal gar als einen Misserfolg, und blickte pessimistisch in die Zukunft der Vereinigten Staaten. Er betrachtete die Einführung freier Schulbildung in Pennsylvania als seinen größten Erfolg.
Sein Bemühen um weitergehende Konfiskationen blieb laut Trefousse zwangsläufig zum Scheitern verurteilt, da der Verlust der Sklaven für die Südstaaten bereits die umfangreichste Enteignung darstellte, die jemals ein englischsprachiges Land in der Geschichte erlitten habe. Dennoch blieb Stevens’ politischer Kampf nicht fruchtlos, der sich primär an seiner festen Überzeugung von der Gleichheit aller vor dem Gesetz orientierte. Neben den Afroamerikanern setzte er sich unter anderem auch für die Gleichberechtigung von Sinoamerikanern und Indianern ein. Dies gilt gleichfalls für die jüdischen Amerikaner, obwohl er sich hier stellenweise im Sinne zeitgenössischer antisemitischer Stereotypen äußerte. Obwohl der nach seinem Tod verabschiedete 15. Zusatzartikel nicht das Recht von Afroamerikanern auf Wahlämter garantierte und ebenso wenig diskriminierende Wahlrechtsbestimmungen verbot, blieben als sein Erbe die Reconstruction Acts, deren wesentlicher Architekt er war, als zukünftige Ausgangsbasis für mehr Bürgerrechte übrig. Laut Trefousse war der Politikstil Stevens’, dem fanatischsten der radikalen Republikaner, zwar durch Härte gekennzeichnet, aber machte als Vermächtnis viele der Fortschritte bei der Emanzipation der Minoritäten im 20. Jahrhundert erst möglich. Seiner Zeit weit voraus, habe er an einer Demokratie gearbeitet, die alle “Races” gleichberechtigte.
Neben der Befreiung der Sklaven ging es Stevens auch darum, die Macht der Pflanzeraristokratie zu zerschlagen und eine gesellschaftliche Transformation in den Südstaaten herbeizuführen. Den Schlüssel dazu bildete für ihn eine Landreform in Form der Enteignung der Plantagenbesitzer, während die meisten radikalen Republikaner das Wahlrecht für Afroamerikaner als das Mittel zum Zweck erachteten. Für Stevens jedoch war wirtschaftliche Unabhängigkeit die Grundvoraussetzung für politische Teilhabe. Er sah in landbesitzenden Freigelassenen eine neue bäuerliche Mittelschicht vergleichbar derjenigen in den Nordstaaten, die er idealisierte. In diesem verklärten Bild einer Agrargesellschaft, das an Thomas Jeffersons Ideale erinnert, erachtete er die afroamerikanischen Bauern als zukünftigen Rückhalt der Republikaner in den Südstaaten. Als Zielvorstellung hatte er eine demokratische Gesellschaft mit breiter verteiltem Wohlstand, die die durch undemokratische Strukturen und zentralisierte Wirtschaftsmacht gekennzeichnete Pflanzeraristokratie ablösen sollte. Mit anderen Radikalen, wie zum Beispiel Sumner, Butler und Schurz sah er in der Zerschlagung der privilegierten Klassen eine herkömmliche Reaktion, wie sie vielen Revolutionen und Kriegen gefolgt sei. Letztendlich scheiterte dieses Vorhaben nicht nur am Widerstand von Demokraten und moderaten Republikanern, sondern auch an den Interessen von baumwollverarbeitenden Unternehmen aus den Nordstaaten, die in einer breiten Mittelschicht landbesitzender afroamerikanischer Kleinbauern ein Wachstumshemmnis sahen. Daher blieb während der Reconstruction die wirtschaftliche Macht in den Südstaaten weitgehend in den gleichen Händen wie vor dem Bürgerkrieg und aus Sklavenhaltern wurden Großgrundbesitzer, die ihr Land an frühere Sklaven verpachteten. Diese waren nun zwar befreit, sahen sich aber zum größten Teil in einer Form wirtschaftlicher Knechtschaft gefangen.
Der Historiker Michael Green ordnet Stevens vor dem Hintergrund aktueller geschichtswissenschaftlicher Perspektiven auf die Zeit nach dem Sezessionskrieg in den Prozess einer “greater Reconstruction” („größere Reconstruction“) ein, der nicht nur die Nord- und Südstaaten umfasste, sondern insbesondere die zu dieser Epoche ihren Höhepunkt erreichende territoriale Expansion der Vereinigten Staaten bis an den Pazifik. Stevens war sich dieser transkontinentalen Nationenbildung zu einer industriellen und landwirtschaftlichen Großmacht bewusst und versuchte, dies mit seinem Ideal einer egalitären und demokratischen Gesellschaft in Einklang zu bringen. Als überzeugter Anhänger der Industrialisierung und ihrer staatlichen Förderung hat er diese für die Whigs typische Position mit in die republikanische Partei eingebracht. Er betrachtete den transkontinentalen Eisenbahnbau auch aus einer internationalistischen Perspektive, da die Verbindung von pazifischen und atlantischen Häfen für Amerika gewinnbringende Vorteile im Welthandel mit Europa und Asien gewährleistete. Stevens unterstützte nach dem Bürgerkrieg eine höhere Friedensstärke der Armee daher nicht nur wegen der Reconstruction in den Südstaaten, sondern auch um im Westen den Eisenbahnbau und die vorrückende „Frontier“ zu schützen. Dass mit dieser Expansion die Indianer vor existenzielle Probleme gestellt wurde, erkannte Stevens, der für ihre Situation mehr Verständnis zeigte als die meisten seiner Kollegen. Trotz allen Einsatzes für ihre Rechte, der jedoch nie die Intensität wie in Sache der Afroamerikaner erreichte, zeigte er sich am Ende nicht dazu in der Lage, sowohl die wirtschaftliche Entwicklung des Westens als auch den Schutz der indianischen Völker zu fördern. An dieser Stelle zeigte sich laut Green, wie einer Sache innewohnende Widersprüche die Verfolgung der besten Absichten, in Stevens’ Falle Egalitarismus, verhindert.

### Ehrungen und Denkmäler
Nach ihm benannt wurden unter anderem das Stevens County in Kansas sowie mehrere Schulen, darunter die Thaddeus Stevens School in Washington, D.C., die Thaddeus Stevens School of Observation in Philadelphia und die Stevens High School in Lancaster, Pennsylvania. Weiterhin wurde das Thaddeus Stevens College of Technology nach ihm benannt.

### Filme
- Die sehr negative Figur Austin Stoneman in dem rassistischen Filmklassiker Die Geburt einer Nation von D.W. Griffith wurde Stevens nachempfunden.
- Lionel Barrymore spielte ihn in der Rolle eines Bösewichts im Jahr 1942 in Tennessee Johnson, einem Film über das Leben Andrew Johnsons.
- In Steven Spielbergs Spielfilm Lincoln wird Stevens von Tommy Lee Jones als schlagfertiger und radikaler Sklavereigegner dargestellt.

## Werkausgaben
- Beverly Wilson Palmer, Holly Byers Ochoa (Hrsg.): The Selected Papers of Thaddeus Stevens. Zwei Ausgaben. University of Pittsburgh Press, Pittsburgh ab 1997.
- Beverly Wilson Palmer (Hrsg.): The Thaddeus Stevens papers. Del.: Scholarly Resources, Wilmington 1994. [Mikrofilm-Ausg.].